# 东夷
東夷，或稱夷、夷人，先秦時是指居住在江淮流域及黄河流域下游（青、兖、徐三州）的人。夷的最早記錄在商甲骨文記錄中，夷曾與商人發生戰爭，有稱為夷方的國家，傳説有淮夷（九夷）、鳥夷、嵎夷、萊夷之分。周朝時稱為“东夷”，有徐國、萊國、郯国等諸侯國家，是今日漢族的祖源之一，此群體與同時代的河南省地區住民及當代人有親緣闕係。
在秦漢之後，随着中国或华夏这一概念的扩张，東夷概念所指代的群體也随之改变，具体对象改指居住于黄河流域以外的朝鲜半岛、日本列岛、琉球群岛、台湾、滿洲等地的各個民族及其国家，如倭國、高句麗、扶餘、朝鮮（三韓）、濊貊等皆被列入東夷之中，但有研究指出當代朝鲜人及日本的彌生人和古坟人皆与中国北方和中原地区的古人存在共同祖先的亲缘关系。
东夷人自古以来居住于东南沿海（今江苏、山东等）地区，传说蚩尤是东夷的部落联盟首领。东周时期，经齐、鲁等国在山东地区的多年经营，夷、夏諸部落逐渐融合。考古上，东夷文化发源于泰沂山区，是華夏文明重要源头之一。自新石器时代开始一直到西周中期结束，东夷及其古文化在亚洲古文化的发源与交流中都处于较为重要的地位。夏商时期的“夷”不一定带有严格明确的现代民族观念，只是中原王朝对与其政治、文化和生活方式不同的东方部落联盟的统称，后来才逐渐演变为对所有方位上的异族或外人的统称。
从距今8300年前的後李文化開始，历经北辛文化（距今约7300年）、大汶口文化（距今约6500年）、龙山文化（距今约4500年）、岳石文化（距今约3900年），都是东夷人所创造出来的不同阶段的文化。东夷文化从古至今对中华文化的影响意义相当重大，从鸟圖騰的崇拜，到各种手工艺、建筑工艺的发展，到文字的创造、八卦的创造、医学的创造，再到禮制的出现、聚落和城市的分化乃至早期国家的形成，无不对中华文化起到重大深远的影响。

## 释义

甲骨文中的「夷」字

甲骨文中的「尸」字

东夷原为夏商周三代对炎黄集团以东的各类部族的称呼，《礼记·王制》就有“东方曰夷”的称谓，夏称之为“九夷”，因有九支主要部族；商称之为“夷”或“夷方”；到了周以后开始称为“东夷”。相应的，这里的部落被称为东夷所创造的史前山东文化也称为东夷文化。
在中国中心主义的天下观中，东夷和北狄、西戎、南蛮并称四夷。上古时期的东夷部落与华夏部落并立，同是后世汉族的重要组成部分，与秦汉后史籍中的东夷并没有直接关系。
在甲骨文和金文中「夷」字从「矢」，象征用绳索缠束箭矢，以便射猎时取回箭矢及猎物。东汉许慎的说文解字说夷字“从大从弓”。据说东夷人最早发明弓箭，擅长射箭。因此有所谓“東夷”为东边的弓箭手说法。
此外，在甲骨文中，「夷」字可以和「尸」字交替使用，描繪了一個背著弓擺動著腿的人。甲骨文“尸”字只有两笔：一撇一捺，和现在的“人”字差不多。存世的殷墟甲骨里能看到不少关于“人方”的卜辞，这个“人方”就是商朝时期的夷国。《合集》6459：「正（征）尸（夷）」，表示攻打夷方。又可借指來自尸方即夷方的人牲。《合集》828：「用十尸（夷）于丁，卯一牛。」表示用十個來自夷方的人牲來祭祖先丁，宰殺一頭牛。
鲁迅认为「夷」字描绘了一个反抗压迫、无所畏惧的英雄；郭沫若認為「夷」字描繪了一個伟人，也就是英勇杀敌的战士；金文中的「夷」字描繪了背着巨大弓箭的人，也就是一個战士或者勇士。中國歷史學家吳國楨認為「夷」字不應該按照古文字學來解釋，因為在現代文字中暗示著一個拿著弓的巨大人物，這是應該被畏懼或尊敬的人，而不是被蔑視的人。
據《越絕書》記載，在古越語中，夷，為大海之意。
中華人民共和國學者馮時認為，龍山文化發現的丁公陶文，屬於古彝文系统。

## 历史

### 石器时代早期（6300年以前）
在距今四五十万年前的旧石器时代，沂源猿人及其后继者在鲁中泰沂山区生活。经过长达几十万年的漫长进化，在距今一万年前后，进入了以磨制石器和陶器为主要标志的新石器时代，开始了稳定的农业定居生活。但這種理論被人類單地起源說挑戰。
后李文化距今约8400至7700年，是山东境内迄今发现的最早的新石器文化，已进入原始的农耕定居生活时代，系母系氏族社会，其房址均为半地穴式。
北辛文化距今7300年～6300年左右，已形成完整的聚落，处于由母系社会向父系社会的过渡阶段，所有制形式由氏族公有制向家族私有制转化。经济以农业为主，种植粟；陶器工艺较为原始，代表器物为黄褐陶鼎。北辛文化的代表人物是造车始祖奚仲，曾擔任夏禹的车正（交通部长），得封地薛国。

### 大汶口文化（公元前4300至前2500年）

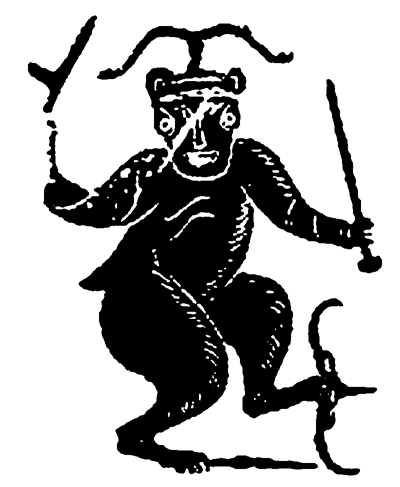
蚩尤（东汉石刻）

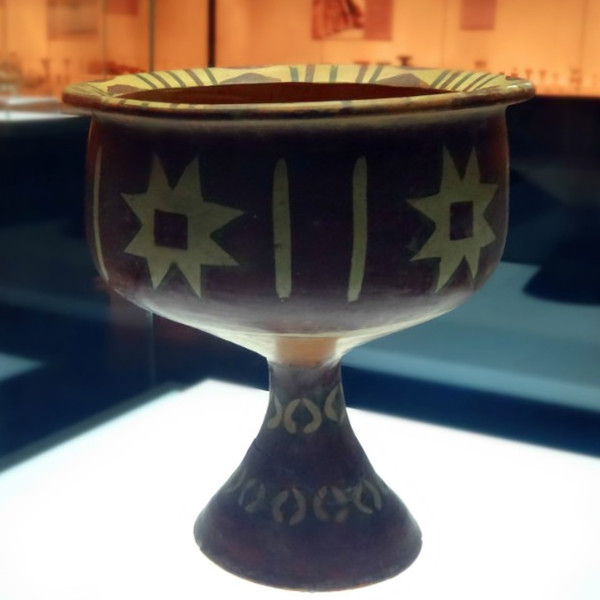
大汶口遗址出土的彩陶八角星纹豆

大汶口文化属新石器时代中晚期，已是父系氏族社会，晚期出现了私有制。陶器开始使用快转陶车来制造，分黑陶和白陶两种。白陶上还有图案花纹。
传说在中原地区中部和东部存在太昊和少昊两大部落集团，按其分布都对应于大汶口文化。古文献对于太昊的记载甚少。而对于少昊的记载表明，少昊是一个庞大的部落，内部各氏族有明确的职责分工。其中有十个氏族处于统治核心，分别是：为曆正的凤鸟氏、司分的玄鸟氏、司至的伯赵氏、司启的青鸟氏、司闭的丹鸟氏、司徒的祝鸠氏、司马的鴡鸠氏、司空的鸤鸠氏、司寇的爽鸠氏、司事的鹘鸠氏。十部之外，另有五雉、九扈分别负责工正和农正。统治系统已经十分发达。
蚩尤是东夷部落的一个重要的部落的首领。蚩尤族曾沿黄河西进，先后与炎黄部落在中原地区发生了剧烈冲突，虽一度得势，最后却被击败。传说在炎黄部落与东夷部落的涿鹿之战中，黄帝擒杀了蚩尤。据司马迁的《史记·卷一·五帝本纪 第一》记载，神农氏末年，天下大乱，各部落相互征伐，神农氏无法控制。有三股势力逐渐扩张，分别是黄帝、炎帝和蚩尤。首先发生冲突的是黄帝和炎帝，双方在阪泉大战了3次，黄帝获胜，吞并了炎帝的地盘。之后黄帝又与蚩尤在涿鹿之野决战。战场上，黄帝派应龙出击，应龙畜水。而蚩尤请来风伯雨师，纵大风雨，破坏应龙的蓄水计划。于是，黄帝请来女魃，止住了风雨。最终黄帝俘虏并杀死了蚩尤，统一了中原，并取代了神农氏成为新的盟主。而据成书更早的《逸周书·卷六·尝麦解第五十六》记载，最初黄河中下游地区有两大部落集团，他们的首领分别是赤帝（炎帝）和蚩尤，其中蚩尤是东夷少昊族系的首领。蚩尤向赤帝发起进攻，两大部落在涿鹿之河展开决战。赤帝大败，只得向黄帝请兵。黄帝与炎帝合兵，击败蚩尤，生擒了蚩尤并将其杀于中冀的绝辔之野。黄帝将蚩尤的部众交由少昊，确立了东夷部落的鸟图腾崇拜。而黄帝的势力也从此进入中原。

### 龙山文化（公元前2900至前2100年）
山东龙山文化为新石器末期，处于铜石并用时代，铜器已经出现，陶轮广泛使用，骨雕和玉雕具有较高的艺术水平。龙山文化的研究表明，东夷人也是礼制的发明者。龙山文化礼制表明其社会阶级和国家的形成。当时可能存在一个以部落联盟为形式的王朝。中国学者俞伟超认为“如果4000多年前不发生大洪水，中国最初的王朝也许而且应该是由东夷建立的。”
传说五帝之后，中原的炎黄部落进入唐尧、虞舜时代。东夷部落与炎黄部落和平共处，他们的领袖轮流担任当时部落联盟的领袖。至夏禹时期，禹为炎黄首领。他最初立皋陶为接班人，但是皋陶不幸早逝，于是又立益（伯益）为接班人。伯益出自少昊族系之玄鸟氏，是东夷首领，也是炎黄后裔，因为辅佐禹治水有功，被舜赐姓嬴，是嬴姓始祖。与此同时，禹又举自己的儿子启为大臣，为其培养势力；封伯益的儿子若木到徐国（今山东郯城）建国。
禹在位十年死，按惯例权力应该移交给东夷部落的首领伯益。但此时启已经羽翼丰满，诸侯大多归附他而非伯益。于是启夺取了权力，开了世袭制度的先例。据《竹书纪年》记载，伯益强与启争权，帝启六年，被启杀害。夏后启杀伯益建立夏朝后，东夷部落与炎黄部落的同盟宣告破裂，从此开始了新的一轮的夷夏之争。

### 夏代（前2070至前1600年）

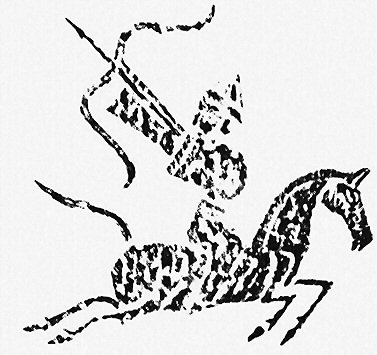
善射的后羿（汉刻）

历史记载
夏的同姓部落有扈氏不服后启，双方在甘大战，有扈氏战败被灭，夏政权从此巩固，夷夏禅让成为往事。启死后，其子太康继位。东夷各部落中，势力最强大的有穷氏羿率部落从锄迁至穷石，利用夏部落内部纷争，推翻了太康。后羿夺权后，任用被东夷伯明氏后寒放逐的不肖子寒浞为相。最终寒浞发动政变，在桃梧杀死了后羿。寒浞霸占了后羿的后宫，生浇及豷。而大臣靡，逃到了有鬲氏。
寒浞继续剪除夏部落的残余势力。派儿子浇率军队灭了夏的同姓部落斟灌氏和斟寻氏，杀死了流亡的夏后相，并让浇驻守过．让豷驻守戈。相的夫人缗投奔了自己的娘家部落有仍氏，生下了遗腹子少康。少康长大后，成为有仍氏牧正。浇听说后，派椒到有仍氏追索少康。少康又逃奔有虞氏，成为有虞氏庖正。有虞氏首领虞思器重少康，将二姚嫁给他，并将他安置在诸纶。少康逐渐收罗夏部落残余，并施计，派女艾到浇处卧底，派季杼去诱骗豷。同时夏遗臣靡也在有鬲氏收罗斟灌氏和斟寻氏残余，逐渐强大，并最终灭了寒浞。后来，少康又灭浇于过，基本恢复了夏部落的势力，史称“少康中兴”。之后，夏后杼又灭豷于戈，最终灭亡了有穷氏。历经五代君主夏方战胜东夷，得以复国。
考古发现（前1950至前1500年）
岳石文化相当于夏朝与商初的数百年时期，是与夏、商文化并存的东夷文化。岳石文化以泰沂山为中心，北起鲁北冀中，向南越过淮河，西自山东省最西部、河南省的兰考、杞县、淮阳一线，东至黄海之滨。岳石文化遗存的重要文化特征一是出现了青铜器物；二是出现了新型石制工具；三是陶器自成系统；四是发现了卜骨和卜甲。属于城邦国家发展时期。

### 商代（前1600至前1046年）
商朝与东夷的具体关系至今尚有争议。总的来说，作为先商文化遗存的下七垣文化和漳河型先商文化都受到了岳石文化的明显影响，而商族先人可能更早则来自于北方的红山文化人群。东夷人中有一支名为青丘的部落与山东半岛的夷人发生融合。商部落和东夷一样崇拜玄鸟，始祖为简狄。商汤伐夏，曾与东夷诸部广泛联盟，直到早商时期，两族关系依旧十分融洽，两族在豫东杞县一带交错而居。商部落崛起，商文化扩张，但早商时期东部与岳石文化的分界却没有大的变化。
之后，源于少昊玄鸟氏的商部落崛起，并最终推翻了夏朝，占据了中原。商代任用同出玄鸟氏的秦部落等统御各方。与人方等东夷方国关系也较夏融洽。商亳还曾迁至少昊曾经的都城奄（今山东曲阜）。后期商对东夷连续作战，消耗了大量国力，并最终被周人乘虚而入，夺取了中原。秦部落祖先蜚廉、恶来也被周武王杀害。有虞氏（妫姓）是中國古代五帝之一舜帝所建虞朝的名稱。
中商时期，夷商关系恶化，仲丁继位后，发生了与蓝夷的战争。商朝自商王中丁后，连续发生王位纷争，又屡次迁都，历经了九世之乱，其中祖乙曾将商都迁至庇（山东郓城），南庚又迁到奄（山东曲阜），直到盘庚迁至殷（河南安阳）才稳定下来。之后商王朝不断东征，商文化向东扩张，部分夷人商化或者成为商人附庸。但直至帝辛时期，仍有夷人在胶东或淮河流域保持独立的文化，商文化始终没有越过沂河、潍河一线。
其中人方（夷国）为五帝之一颛顼的后裔所建，妘姓。位居海滨，跨越了夏商周三朝。商末商纣王率兵攻打人方，俘获人方3万多人，人方的战死者更是不计其数。然而战争，也让商朝伤了元气，结果被西边的周武王乘虚进攻，导致其灭亡。周武王灭商后，分封诸侯，其中就包括夷国。当时山东半岛上的方国为数不少，但是在周初大分封中得到承认的只是少部分。
莱夷是东夷部落的一支，周代以前，莱国统治中心在山东半岛的北部昌乐、临朐县一带。东部可达龙口的沿海地区。周初，姜太公受封于齐国，建都营丘（今淄博市临淄区），后迁都蒲姑（今淄博市高青县），后迁回营丘，并改名临淄。因为距离莱都较近，莱国屡次进犯营丘。春秋时期，在齐国强大之后打败了莱国，侵占了位于今平度西边的领土。因此，莱公迫不得已迁都龙口，改名东莱。前567年，齐晏弱灭东莱，齐国势力深入胶东半岛。考古发现，莱国都城可能在今天山东龙口境内的归城城址。

### 周朝（前1046至前256年）
随着周代的东夷与炎黄融合成为华夏，秦以后，特別是漢族形成以後，「东夷」改为对漢族以外，如朝鮮族、和族、夫餘族等外族的泛称 。其认定范围也隨之变化。从黃帝时期的山东、豫东、皖北和苏北一帶, 变为日后秦汉时期的东北地区、朝鲜半岛，日本列岛。在《三国志·魏书》中，夫余、高句丽、沃沮、东濊、三韩、挹娄被列入《东夷列传》。唐杜佑《通典》将朝鲜、新罗、倭、高句丽、流求等归入东夷，明代严从简将日本、朝鲜、琉球归入东夷。但是，两者在文化上却有相同之处，比如鸟图腾崇拜和鸟生传说以及支石墓文化。
周武王灭商之后，商残余与东夷部落联合，协同三监反周。被周公瓦解。周室趁机将势力发展至东夷地区，灭东夷大国奄和蒲姑，而立鲁和齐两大国以控制东方。此时东夷尚有莒、莱和淮夷中的徐等大国。商遗民有宋国；虞遗民有陈国。周穆王时，徐偃王威福东方，势力空前强大，但被周穆王所败。投靠周天子的秦氏族也已经分成了秦氏和赵氏。西周时期始终无力彻底制服东夷，到了西周晚期更趋于被动的局面，周厉王时期的禹鼎记载鄂侯御方突然叛乱，率南淮夷、东夷反周，厉王用“西六师”、“殷八师”进攻鄂侯，甚至怒而下令“勿遗老幼”，却未能取胜，最后由作器者禹受武公之命带亲兵征战才取得胜利。春秋战国时期，东方莱、纪、邳、郯、徐、谭、莒等大国先后被灭，东夷与华夏迅速融合。齊桓公在对山东大部分的资源和人口的整合下，成为春秋五霸之首。而秦国雄霸雍州，赵国也在晋国分裂后迅速崛起，陈国贵族也取代了齐国国君。战国七雄中，有三家王族是东夷后裔，可见当时东夷与炎黃已经基本融合。

### 后世
秦统一六国后，东夷一词便不再作为海内部落的名稱出现。
金元时期，山东大部分地区历经战乱人口骤减，经济文化遭到严重破坏。唯有当时胶东地区损失较小，保留了山东的人种和文化。在明朝初年一部分登州府和莱州府的居民迁移至山东西部。

## 東夷各部
在东夷部落的历史上，最为著名的部落首领有太昊伏羲氏、蚩尤、少昊、大舜等。东夷人最初只是分布在鲁中南山地丘陵区和东部半岛丘陵区，大约在新石器时代晚期，东夷人在蚩尤的领导下到达鲁西北平原，与东进的炎黄部落开始接触。经过夷夏“涿鹿之战”，东夷集团被炎黄集团逼回原地。随后炎黄之间也展开了“阪泉之战”，结果炎帝部落被迫东迁，与东夷人杂居错处。之后黄帝部落向东推进至豫东及鲁西北平原之地，与东夷人联合建立了一个强大的部落联盟，共同创建了最初的华夏文明。

### 太昊部系
太昊，一说就是伏羲，是传说中东夷部落中最古老的部落集团的领袖，他最大贡献是画八卦，造书契，结束了古人类结绳记事和不辨东西南北、不分春夏秋冬的历史。据《春秋左氏传·昭公十七年》，太昊部落活动的中心地区在被称为“大皞之虚”的陈，也就是现在的河南淮阳。又据《春秋左氏传·僖公二十一年》，其中有“任、宿、须句、颛臾，风姓也，实司太皞与有济之祀”的说法。而根据杜预的注释，“任”即任城，在今山东济宁境内；“宿”为无盐，在今山东东平境内；“须句”为须昌，在今山东东平境内；“颛臾”即武阳县，在今山东平邑县境内。也就是说，太昊的后人封地都是今山东鲁西南地区春秋时期的一些小国。所以可以断定，太昊部落的活动区域在豫东鲁西南一带，且有沿古济水由西向东发展的趋向。而另据《左传·昭公十七年》记载，“大皞氏以龙纪．故为龙师而龙名．”

### 少昊部系

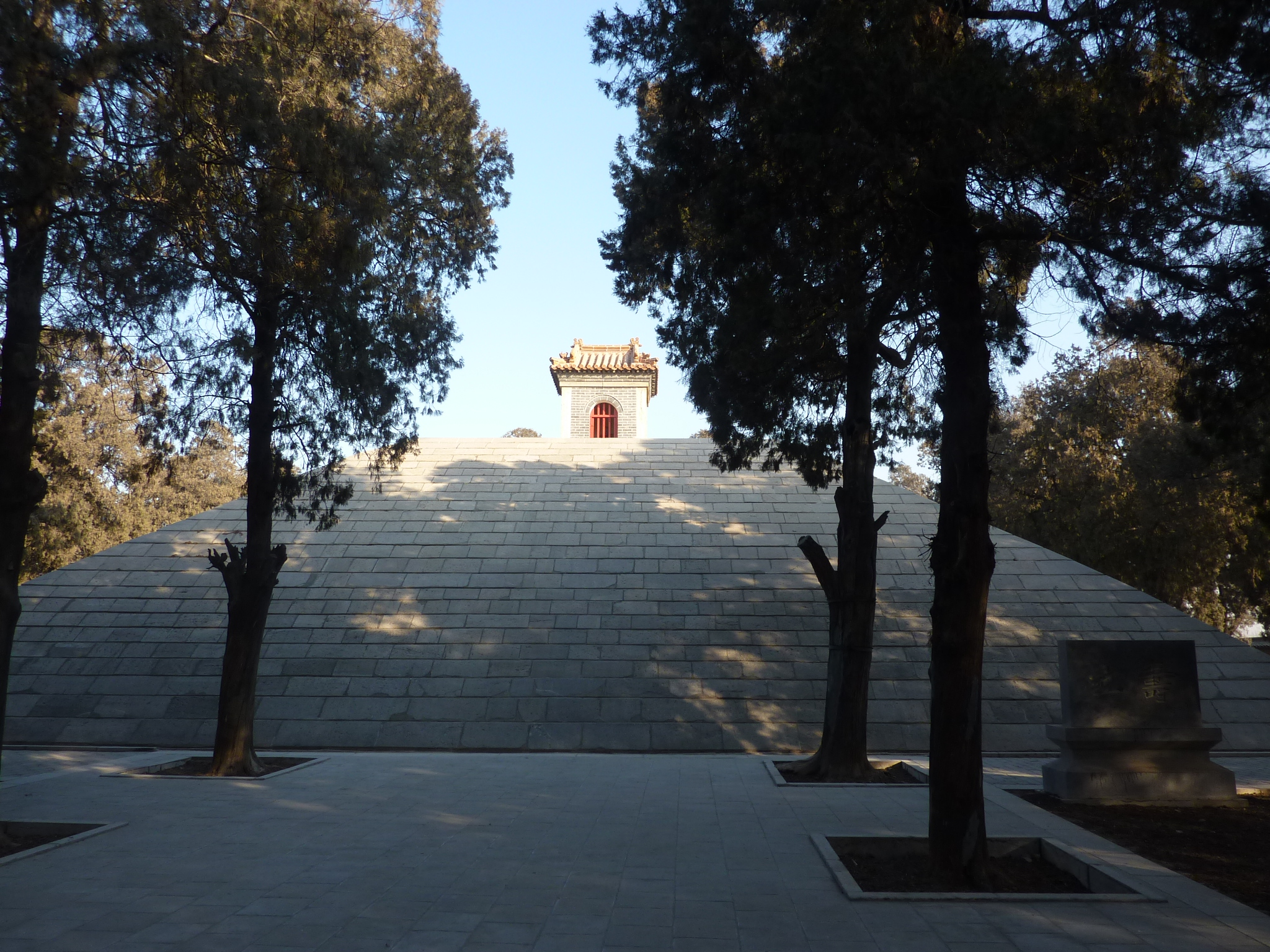
少昊陵位于山东曲阜市东北方向的旧县社区。

少昊同时是炎黄部落和东夷部落的领袖，是黄帝之子。少昊部落被视为继太昊部落之后兴起的东夷部落的又一分支部族，以鸟为图腾，在族源上与太昊大概有着一脉相承的关系。少昊族的故都城在今天山东曲阜，曲阜被称为“少皞之虚”。据《左传·昭公十七年》记载，少昊族内部各氏族有明确的职责分工。其中有十个氏族处于统治核心，分别是：凤鸟氏、玄鸟氏、伯赵氏、青鸟氏、丹鸟氏、祝鸠氏、鴡鸠氏、鸤鸠氏、爽鸠氏、鹘鸠氏。十部之外，另有五雉和九扈。其中爽鸠氏居于后来的齐国都城临淄。而玄鸟氏更是发展成为一统中原的强大商族和统一中华的秦族。
少昊部落比太昊部落更为发达。其中有后世著名的嬴姓十四氏和日后统一中原的出身玄鸟氏的商部落。根据《史记·卷第五·秦本纪 第五》记载，“嬴姓十四氏”中的秦氏、赵氏和徐氏都出自玄鸟氏，基本推断“嬴姓十四氏”可能都出自玄鸟氏。玄鸟氏是少昊部落中最显赫的一支。而有虞氏则有可能出在凤鸟氏。
根据《左传·昭公十七年》，郯国是少昊之后，也是嬴姓十四氏之一，而嬴姓十四氏的另一支—秦国祭祀祖先时，祭祀少昊，所以可以断定嬴姓十四氏是少昊族裔。少昊族的后人封地如费、莒、郯、徐，在今山东费县、莒县、郯城一带；江、黄、钟离、光，在今淮河以北。所以鲁南至淮河以北的黄淮地区是少昊族的主要活动区域。据《史记·卷第五·秦本纪 第五》记载，嬴姓因分国而分成十四氏，即：徐氏、郯氏、莒氏、终黎氏、运奄氏、菟裘氏、将梁氏、黄氏、江氏、脩鱼氏、白冥氏、蜚廉氏、秦氏、赵氏。而赢姓来自少昊部落，有诸多佐证。首先，秦祭祀白帝少昊，而少昊出自东方，却被称为白帝，主西方，皆因秦故；其次，郯子以少昊为祖先；而出自少昊玄鸟氏的商族以秦族为亲兵，羁縻外邦，类似清代满族以锡伯族羁縻西域一般；除秦氏、赵氏外，其他嬴姓诸氏大多居于东方。所以嬴姓十四氏皆是少昊之后。

### 著名人物
- 蚩尤作为东夷的祖先之一，被奉作“齐地八神”之“兵主”[80]，在涿鹿之战中败于黄帝，但由于骁勇善战，死后被奉为“战神”。蚩尤传说曾经被封于曲阜。东汉学者应劭说：“蚩尤，古天子。”《逸周书·尝麦》篇说：“命蚩尤宇于少昊，以临四方。”所谓“宇于少昊”，亦即居于少昊故地的意思。[28]汉高祖刘邦起兵反秦时同样也祭祀蚩尤[81]，并将此传统树为正统，从此得以光大[82]。传说蚩尤的陵墓在东平陆监乡，即今山东汶上县南旺镇[83]。
- 传说和古典文献记载认为射去九日的后羿是东夷部落的领袖。
- 中衍，商朝，伯益的玄孙，是春秋战国时代秦国、赵国的祖先。曾孫戎胥軒。
- 蜚廉是商紂王的大將，戰國七雄中秦、趙兩諸侯的始祖。

## 文化

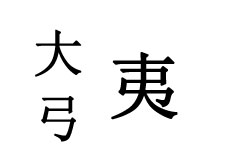
夷从大从弓

东夷文化是中国最古老的文明之一，是中华文化的重要源头，在许多方面与中原文明不分伯仲。
东夷与炎黄东西相对，同为汉族的先民，其是北部汉族血统的最主要来源。在中国史学史上有著名的“夷夏东西说”。
根据《史记》记载，华夏是黄河中游三河（河东、河内、河南）和颍川、南阳地区汉族的主要来源，而东夷则是黄河下游，海岱淮济地区汉族的主要来源。五帝其中一种说法，五帝中，除赤黄二帝可认为是炎黄部落首领外、白帝少昊（宇于奄，今山东曲阜，青帝太昊，都可以认为是东夷部落首领。可见在中国先秦时期的五行说中，五帝是分属于东夷与炎黄部落，同为汉族先民，尤其是北部汉族的共同祖先。

### 語言
中華人民共和國學者吳安其認為，在東夷語的底層，可以發現南島語族的特性。

### 文字
东夷部落的文字是从北辛文化的刻划符号开始的。滕州北辛遗址的陶器上发现两个刻划符号，一个刻在泥质灰陶器底上，一个刻在泥质红陶腹片上。到大汶口文化时期，这种刻划符号数量增多，也更具象形意义。莒县大汶口文化晚期出现了刻有陶文的大口尊，上有图像和图像文字共12个。龙山文化时期的邹平丁公遗址出土了，刻有11个字的陶片，距今4200～4100年间，有可能是甲骨文的前身之一。但陶片上字体多为连笔字，与甲骨文差别较大。之后考古工作者又发现岳石文化和商代刻划符号卜骨，其年代相当于夏代晚期与商代早期，距今3700年～3500年，是迄今所见卜骨上最早的文字，比安阳殷墟出土的商代晚期甲骨文提前近300年。甲骨文是商朝人利用龟甲、牛骨进行占卜，再将占卜的结果刻在上面。因此，东夷部落是中国较早创造、使用文字的古老民族之一。其中的 "旦、钺、斤、皇、封、酒、拍、昃"等漢字目前仍在沿用。
中華人民共和國考古學者王恩田與俞偉超等人認為，在龍山文化中發現的丁公陶文，是東夷系統的文字。馮時認為，丁公陶文屬於古彝文系統，殷商甲骨文中的人方以及西周所稱的東夷，可能與彝族有關。李象潤、李浴洋等學者認為，丁公陶文屬於古漢字系統。

### 手工

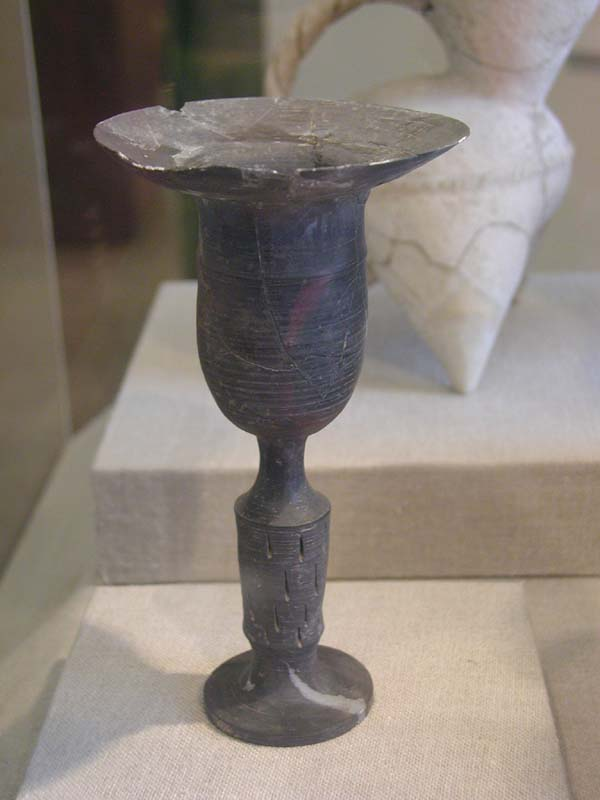
龙山文化的代表蛋壳陶

据中国典籍记载，东夷人是弓箭的发明者。《说文解字·矢部》载:“古者夷牟初作矢”。《世本》中也载：“挥作弓，夷牟作矢。”而从后李文化、北辛文化遗址中，都出土了骨质和蚌质的箭镞，證明了传说的可信度。
东夷的陶瓷制作技术相當高。在北辛文化时期，东夷人已开始制作陶器。到大汶口至龙山文化时期已全面且准确地掌握了陶土的选择、成型、烧制等一系列极为复杂的过程，制作出多种具艺术美感的陶器。特别是这一时期出现的薄如纸、明如镜、黑如漆的蛋壳陶，其制作技术精美高超，在中华史前文化中处于遥遥领先的地位。除利用天然粘土外，东夷人还使用了高岭土作原料，曾烧制了少量表里白净的陶，为原始瓷器的最初尝试。
东夷人同时也是中国最早使用铜和铁的部族。龙山文化时期的遗址已出土铜钻（铜锥形器）、残铜条、残铜片、铜器残片、铜渣等，表明該时期的东夷人已有炼铜和制铜手工业。

### 信仰
东夷墓葬中出土的大量鸟形的陶瓷表明，东夷人以鸟为图腾，是一个崇尚鸟的民族，有鸟生的传说。比如《史记·卷三·殷本紀 第三》：“殷契，母曰简狄，为帝喾次妃。三人行浴，见玄鸟堕其卵，简狄取吞之，因孕生契。”；再比如，《史记·卷四十六·田敬仲完世家 第十六》：齐懿仲欲妻完，卜之，占曰：“是谓凤皇于蜚，和鸣锵锵。有妫之后，将育于姜。五世其昌，并于正卿。八世之后，莫之与京。”；以及《史记·卷五·秦本纪 第五》：“女脩织，玄鸟陨卵，女脩吞之，生子大業。”，“大廉玄孙曰孟戏、中衍，鸟身人言。”
太昊部落的图腾是龙还是凤，目前没有统一的说法。一说太昊和伏羲是同一人，风姓，以龙为图腾；另一说太昊只是姓氏为伏羲氏，伏羲是太昊所在氏族部落的先祖，以玄鸟为图腾。
少昊，嬴姓，则以鸟为图腾。

### 饮食
北辛文化时期出土多种类型的泥条盘筑陶器，可用以印证东夷人熟食技术的进步和饮食结构的改善。而这一时期出现的高柄杯，可能就是一种酒器。

### 礼乐
东夷部落原始礼制的主要表现在宫室制度、埋葬制度和礼器三个方面。其中最有代表性的器物是龙山文化时期作为祭器使用的鸟造型三足器棗陶，被认为是东方文化的“标准化石”。大汶口文化时期的笛柄杯能够吹奏出4个不同的乐音，是迄今已发现的中国最早陶制横吹管乐器。

## 研究
主張東夷是其中一個民族集團的學者，如徐旭生認為中國上古時代，由文化區分，可分為華夏集團、東夷集團與苗蠻集團等三個主要民族，至秦漢之際，才融合成中國人。
顧頡剛認為，鳥夷居住在商人的東邊，因此稱為東夷，是以鳥為圖騰的民族，其下分支出鳳鳥氏、玄鳥氏和爽鳩氏等。鳥夷為黑陶文化的創造者。傅斯年提出夷夏東西說，認為東夷是與西方的夏人平行發展的族群，後融合成為漢族。承繼夷夏東西說，大陸學者方漢文等，認為原始漢族主要源自東夷。
凌純聲認為，夷為大海的意思，指的是居住在中國東岸海濱的古民族總稱，在東方者稱東夷，南方稱南夷，其中包括了古越人。吕思勉認為，居住在淮河以北的稱東夷，居住在長江以南為百越。
認為東夷並非民族，同是上古漢族一個分支的學者，如馬戎在《中國傳統「族群觀」與先秦文獻「族」字使用淺析》一文分析，在《尚書》代表的周代以前的文獻中，「夏」並不是代表中原文明人群的泛指，而「夷」字也尚未成為「蠻夷」的泛指，當時「夷夏之辨」並沒有成為普遍的觀念。而周代的的「夷夏之辨」乃是根據文化傳統把「天下」的人群分做兩大類的區分，而不是一個「多種類」（甲族、乙族、丙族等）平行並存的分類框架，若以中原地區為文化中心來看，「夷夏之辨」表現的僅僅是「教化之內」和「教化之外」的區別，並不是什麼依據血緣、體質、語言的差別而固定不變的「民族」差別；又東夷人群與中原人群同屬於龍山文化系統。
學者汪啟明於《「東夷非夷」新詁》表示「華夏與『東夷』、『夷』相對而稱，是戰國以後人『中原文化中心論』產物，並非一定與某個民族、某個國家、某個地區對應。」故東夷並非民族，夷、夏之間更不是兩個不同的民族，而是不同的部落或部族或部族聯盟。
主張東夷是民族源流之一的學者，如北韓金日成大學教授李趾麟在《古朝鮮研究》一書中主張，居住在黃海沿岸至朝鮮半島一帶的古民族為鳥夷，即東夷，為大汶口文化與龍山文化的創造者。鳥夷與濊貊族融合後，成為朝鮮族與肅慎的先祖。南韓學者金廷鶴在《韓國民族形成史》中，提出古朝鮮的文化特色屬於東夷族。尹乃鉉《韓國古代史新論》中認為，朝鮮族為東夷的一個分支。

### 脚注
1. ↑  譚其驤. . 中国地图出版社. ISBN 7-5031-1840-7.
2. ↑  科学家重建山东人群六千年遗传史，再证“重瓣花朵式假说”
3. ↑  王明珂. . 华夏称四方 “非我族类” 为戎、狄、蛮、夷、羌或胡等等。借着这些对异族的称号，华夏也由边缘界定自己。
4. ↑  关志国. . 史学集刊. 2014, (11).
5. ↑  「濊貊」，拼音：，注音：，上古擬音：*/qʷʰˤat-mɡraːɡ/，切
6. ↑  《尚書正義》卷18：「成王旣伐東夷。」傳：「海東諸夷，駒麗、扶餘、馯、貊之屬。」
7. ↑  波音. . 中信出版集团. 2021. ISBN 9787521734256. 一项对185名彼此没有血缘关系的韩国人的基因研究发现，他们中40%的人具有来自中国中原地区人群的基因，这说明韩国人祖先中来自中国北方的人群占有相当大的比例。... 但总体上看，弥生人的祖先应该是来自中国北方地区的古人。
8. ↑  . 朝日新聞デジタル. 2021-09-18  [2024-11-22]. （原始内容存档于2022-03-11） （日语）.
9. ↑  郭墨兰. . 中国民俗学网. 2018-03-04  [2023-11-01]. （原始内容存档于2023-11-01）.
10. ↑  . 东夷文化博物馆.   [2022-05-23]. （原始内容存档于2021-05-30）.
11. 1 2 3 4 5 6 7 8 9  磐石. . 中华文化标志城官方网站. 2009-10-03  [2017-02-27]. （原始内容存档于2016-03-03）.
12. ↑  
.   [2023-03-30]. （原始内容存档于2023-03-30）.
13. ↑  .   [2008-08-30]. （原始内容存档于2011-07-15）.
14. 1 2 3 4  东夷及其文化发展 （页面存档备份，存于） 山东省情网
15. 1 2  张九龙. . 凤凰国学. 齐鲁晚报. 2017-01-04  [2017-02-27]. （原始内容存档于2017-02-28）.
16. ↑  
.   [2023-01-21]. （原始内容存档于2023-01-21）.
17. ↑  Huang Yang (2013), Perceptions of the Barbarian in Early Greece and China （页面存档备份，存于）, CHS Research Bulletin 2.1, translating Guo Moruo, (1933, 1982), 卜辭通纂, 第五六九片, p. 462.
18. ↑  《越絕書》〈吳內傳〉：「『習之於夷。』夷，海也。」
19. ↑  馮時《古文字與古史新論》，台灣書房，2007年。
20. ↑  逄振镐.  第1版. 济南: 齐鲁书社. 2007. ISBN 7-5333-1734-3.
21. ↑  张学亮. . . 千華駐. 2017-02-01.
22. ↑  张学亮. . . 千華駐. 2017-02-01.
23. 1 2  《春秋左氏传·昭公十七年》：冬．有星孛于大辰．西及汉．申须曰．彗所以除旧布新也．天事恒象．今除于火．火出必布焉．诸侯其有火灾乎．梓慎曰．往年吾见之．是其征也．火出而见．今兹火出而章．必火入而伏．其居火也久矣．其与不然乎．火出．于夏为三月于商为四月．于周为五月．夏数得天．若火作．其四国当之．在宋卫陈郑乎．宋．大辰之虚也．陈．大皞之虚也．郑．祝融之虚也．皆火房也．星孛天汉．汉．水祥也．卫．颛顼之虚也．故为帝丘．其星为大水．水火之牡也．其以丙子若壬午作乎．水火所以合也．若火入而伏．必以壬午．不过其见之月．郑裨灶言于子产曰．宋卫陈郑．将同日火．若我用瓘斝玉瓒．郑必不火．子产弗与．
24. 1 2  《春秋左氏传·定公四年》：故周公相王室以尹天下．于周为睦．分鲁公以大路大旗．夏后氏之璜．封父之繁弱．殷民六族．条氏．徐氏(東夷族.古代 韓國人)．萧氏．索氏．长勺氏．尾勺氏．使帅其宗氏．辑其分族．将其类丑．以法则周公．用即命于周．是使之职事于鲁．以昭周公之明德．分之土田倍敦．祝宗卜史．备物典策．官司彝器．因商奄之民．命以伯禽．而封于少皞之虚．
25. 1 2 3 4 5 6 7  《春秋左氏传·昭公十七年》：秋．郯子来朝．公与之宴．昭子问焉．曰．少皞氏鸟名官．何故也．郯子曰．吾祖也．我知之．昔者黄帝氏以云纪．故为云师而云名．炎帝氏以火纪．故为火师而火名．共工氏以水纪．故为水师而水名．大皞氏以龙纪．故为龙师而龙名．我高祖少皞．挚之立也．凤鸟适至．故纪于鸟．为鸟师而鸟名．凤鸟氏历正也．玄鸟氏司分者也．伯赵氏司至者也．青鸟氏司启者也．丹鸟氏司闭者也．祝鸠氏司徒也．鴡鸠氏司马也．鸤鸠氏司空也．爽鸠氏司寇也．鹘鸠氏司事也．五鸠．鸠民者也．五雉为五工正．利器用．正度量．夷民者也．九扈为九农正．扈民无淫者也．自颛顼以来．不能纪远．乃纪于近．为民师而命以民事．则不能故也．仲尼闻之．见于郯子而学之．既而告人曰．吾闻之．天子失官．学在四夷．犹信．
26. ↑  《山海经·海经·大荒北经》：有系昆之山者，有共工之台，射者不敢北乡。有人衣青衣，名曰黄帝女魃。蚩尤作兵伐黄帝，黄帝乃令应龙攻之冀州之野。应龙畜水。蚩尤请风伯雨师，纵大风雨。黄帝乃下天女曰魃，雨止，遂杀蚩尤。魃不得复上，所居不雨。叔均言之帝，后置之赤水之北。叔均乃为田祖。魃时亡之，所欲逐之者，令曰：“神北行！”先除水道，决通沟渎。
27. ↑  《史记·卷一·五帝本纪 第一》： 轩辕之时，神农氏世衰。诸侯相侵伐，暴虐百姓，而神农氏弗能征。于是轩辕乃习用干戈，以征不享，诸侯咸来宾从。而蚩尤最为暴，莫能伐。炎帝欲侵陵诸侯，诸侯咸归轩辕。轩辕乃脩德振兵，治五气，蓻五种，抚万民，度四方，教熊罴貔貅䝙虎，以与炎帝战于阪泉之野。三战，然后得其志。蚩尤作乱，不用帝命。于是黄帝乃征师诸侯，与蚩尤战于涿鹿之野，遂禽杀蚩尤。而诸侯咸尊轩辕为天子，代神农氏，是为黄帝。
28. 1 2  《逸周书·卷六·尝麦解第五十六》：王若曰：“宗揜大正，昔天之初，诞作二后，乃设建典，命赤帝分正二卿，命蚩尤宇于少昊，以临四方，司□□上天未成之庆，蚩尤乃逐帝，争于涿鹿之河，九隅无遗，赤帝大慑，乃说于黄帝，执蚩尤杀之于中冀，以甲兵释怒，用大正，顺天思序，纪于大帝，用名之曰绝辔之野，乃命少昊清司马鸟师，以正五帝之官，故名曰质，天用大成，至于今不乱，其在启之五子，忘伯禹之命，假国无正，用胥兴作乱，遂凶厥国，皇天哀禹，赐以彭寿，思正夏略，今予小子，闻有古遗训，予亦述朕文考之言，不易。
29. ↑  《图说天下·国学书院系列》编委会. . . 2008. ISBN 7807627069.
30. ↑  谢涤非; 肖东发. . . 崧博出版事業有限公司. 2017-01-27.
31. 1 2 3 4  . 新华网河北频道. 中国文化报. 2009-09-24  [2017-02-27]. （原始内容存档于2016-03-03）.
32. ↑  俞伟超:《龙山文化与良渚文化衰变的奥秘》, 《纪念城子崖遗址发掘60 周年国际学术讨论会文集》, 齐鲁书社, 1993 年
33. ↑  《史记·卷二·夏本纪 第二》：帝禹立而举皋陶荐之，且授政焉，而皋陶卒。封皋陶之后于英、六，或在许。而后举益，任之政。
34. 1 2 3 4  《史记·卷五·秦本纪 第五》：秦之先，帝颛顼之苗裔孙曰女修。女修织，玄鸟陨卵，女修吞之，生子大业。大业取少典之子，曰女华。女华生大费，与禹平水土。已成，帝锡玄圭。禹受曰：“非予能成，亦大费为辅。”帝舜曰：“咨尔费，赞禹功，其赐尔皂游。尔后嗣将大出。”乃妻之姚姓之玉女。大费拜受，佐舜调驯鸟兽，鸟兽多驯服，是为柏翳。舜赐姓嬴氏。
35. ↑  《战国策·卷二十九·燕策一》：或曰：“禹授益而以启为吏，及老，而以启为不足任天下，传之益也。启与支党委公益而夺之天下，是禹名传天下于益，其实令启自取之。今王言属国子之，而吏无非太子人者，是名属子之，而太子用事。”
36. ↑  《史记·卷二·夏本纪 第二》：十年，帝禹东巡狩，至于会稽而崩。以天下授益。三年之丧毕，益让帝禹之子启，而辟居箕山之阳。禹子启贤，天下属意焉。及禹崩，虽授益，益之佐禹日浅，天下未洽。故诸侯皆去益而朝启，曰：“吾君帝禹之子也”。于是启遂即天子之位，是为夏后帝启。
37. ↑  《晉書．束晳傳》：“《紀年篇》云：益干啟位，啟殺之。”
38. ↑  《史通》〈疑古篇〉、〈雜說篇〉兩引《竹書》云：“益為后啟所誅。”
39. ↑  《史记·卷二·夏本纪 第二》：禹为姒姓，其后分封，用国为姓，故有夏后氏、有扈氏、有男氏、斟寻氏、彤城氏、褒氏、费氏、杞氏、缯氏、辛氏、冥氏、斟（氏）戈氏。
40. ↑  《史记·卷二·夏本纪 第二》：有扈氏不服，启伐之，大战于甘。将战，作甘誓，乃召六卿申之。启曰：“嗟！六事之人，予誓告女：有扈氏威侮五行，怠弃三正，天用剿绝其命。今予维共行天之罚。左不攻于左，右不攻于右，女不共命。御非其马之政，女不共命。用命，赏于祖；不用命，僇于社，予则帑僇女。”遂灭有扈氏。天下咸朝。
41. ↑  《左传•襄公四年》：「昔有夏之方衰也，后羿自锄迁于穷石。」
42. ↑  《图说天下·国学书院系列》编委会. . . 2008. ISBN 7807627069.
43. ↑  《史记·卷二·夏本纪 第二·【索隐】》： 【索隐】左传魏庄子曰：“昔有夏之衰也，后羿自锄迁于穷石，因夏人而代夏政。恃其射也，不修人事，而信用伯明氏之谗子寒浞。浞杀羿，烹之，以食其子，子不忍食，杀于穷门。浞因羿室，生浇及豷。使浇灭斟灌氏及斟寻氏，而相为浇所灭，后缗归于有仍，生少康。有夏之臣靡，自有鬲收二国之烬以灭浞，而立少康。少康灭浇于过，后杼灭豷于戈，有穷遂亡。”然则帝相自被篡杀，中闲经羿浞二氏，盖三数十年。而此纪总不言之，直云帝相崩，子少康立，疏略之甚。
44. ↑  《春秋左氏传·哀公元年》：伍员曰．不可．臣闻之．树德莫如滋．去疾莫如尽．昔有过浇．杀斟灌以伐斟鄩．灭夏后相．后缗方娠．逃出自窦．归于有仍．生少康焉．为仍牧正．惎浇能戒之．浇使椒求之．逃奔有虞．为之庖正．以除其害．虞思于是妻之以二姚．而邑诸纶．有田一成．有众一旅．能布其德．而兆其谋．以收夏众．抚其官职．使女艾谍浇．使季杼诱豷．遂灭过戈．复禹之绩．祀夏配天．不失旧物．
45. ↑  《春秋左氏传·襄公四年》：魏绛曰．诸侯新服．陈新来和．将观于我．我德则睦．否则携贰．劳师于戎．而楚伐陈．必弗能救．是弃陈也．诸华必叛．戎禽兽也．获戎失华．无乃不可乎．夏训有之曰．有穷后羿．公曰．后羿何如．对曰．昔有夏之方衰也．后羿自锄迁于穷石．因夏民以代夏政．恃其射也．不脩民事．而淫于原兽．弃武罗．伯困．熊髡．尨圉．而用寒浞．寒浞．伯明氏之谗子弟也．伯明后寒弃之．夷羿收之．信而使之．以为己相．浞行媚于内．而施赂于外．愚弄其民．而虞羿于田．树之诈慝．以取其国家．外内咸服．羿犹不悛．将归自田．家众杀而亨之．以食其子．其子不忍食诸．死于穷门．靡奔有鬲氏．浞因羿室．生浇及豷．恃其谗慝诈伪而不德于民．使浇用师．灭斟灌及斟寻氏．处浇于过．处豷于戈．靡自有鬲氏．收二国之烬以灭浞．而立少康．少康灭浇于过．后杼灭豷于戈．有穷由是遂亡．失人故也．
46. ↑  方辉《墓葬所见岳石文化与下七垣文化关系举例》，《中国历史文物》2010年
47. ↑  贾文彪《试论豫东先商文化与其周邻文化的关系》，《天中学刊》2019年
48. ↑  刘素娟《先商文化漳河型研究》，首都师范大学，2011年
49. ↑  干志耿，李殿福，陈连开《商先起源于幽燕说》，《历史研究》1985年
50. ↑  贾宁宁《红山文化与商族起源研究》，辽宁师范大学，2010年
51. 1 2 3 4  《史记·卷三·殷本紀 第三》：殷契，母曰简狄，有娀氏之女，为帝喾次妃。三人行浴，见玄鸟堕其卵，简狄取吞之，因孕生契。契长而佐禹治水有功。帝舜乃命契曰：“百姓不亲，五品不训，汝为司徒而敬敷五教，五教在宽。”封于商，赐姓子氏。契兴于唐、虞、大禹之际，功业著于百姓，百姓以平。
52. 1 2  《天问》：简狄在台，喾何宜；玄鸟致贻，女何喜。
53. 1 2 3 4  《诗经·商颂·玄鸟》：天命玄鸟，降而生商，宅殷土芒芒。古帝命武汤，正域彼四方。
54. ↑  张国硕. 论夏末早商的商夷联盟，郑州大学学报：哲学社会科学版，第35卷第2期，2002年3月
55. ↑  林玉贵,从酒台遗址发现论商族的起源地
56. ↑  李学勤、孟世凯. . 中国上海: 上海科学技术文献出版社. 2007年4月. ISBN 978-7-5439-3151-0.
57. ↑  徐昭峰,商王朝东征与商夷关系
58. ↑  《史记·卷三十二·齐太公世家 第二》： 于是武王已平商而王天下，封师尚父于齐营丘。东就国，道宿行迟。逆旅之人曰：“吾闻时难得而易失。客寝甚安，殆非就国者也。”太公闻之，夜衣而行，犁明至国。莱侯来伐，与之争营丘。营丘边莱。莱人，夷也，会纣之乱而周初定，未能集远方，是以与太公争国。
59. ↑  《春秋左氏传·宣公九年》：夏．仲孙蔑如京师．齐侯伐莱．秋．取根牟．
60. ↑  《春秋左氏传·襄公六年》：十一月．齐侯灭莱．莱恃谋也．于郑子国之来聘也．四月．晏弱城东阳．而遂围莱．甲寅．堙之．环城．傅于堞．及杞桓公卒之月．乙未．王湫帅师及正舆子．棠人．军齐师．齐师大败之．丁未．入莱．莱共公浮柔奔棠．正舆子王湫奔莒．莒人杀之．四月．陈无宇献莱宗器于襄公．晏弱围棠．十一月．丙辰．而灭之．迁莱于郳．高厚．崔杼．定其田．
61. ↑  唐杜佑《通典》卷185-186
62. ↑  （东夷一称有广狭二义，狭义的东夷专指上古居住于今山东、江苏、安徽等地的部落，广义的东夷专指居住于今东北、朝鲜半岛的民族，二者不应相混。明）严从简著《殊域周咨录》卷一至四 ISBN 9787101006070
63. ↑  《后汉书·卷八十五·东夷列传 第七十五》： 初，北夷索离国王出行，[一]其侍儿于后𡜟身，[二]王还，欲杀之。侍儿曰：“前见天上有气，大如鸡子，来降我，因以有身。”王囚之，后遂生男。王令置于豕牢，豕以口气嘘之，不死。复徙于马兰，马亦如之。王以为神，乃听母收养，名曰东明。
64. ↑  《三国史记·卷十三·高句丽本纪 第一》： 幽闭于室中　为日所　引身避之　日影又逐而之　因而有孕　生一卵　大如五升许　王弃之与犬豕　皆不食　又弃之路中　牛马避之　后弃之野　鸟覆翼之　王欲剖之　不能破　遂还其母　其母以物裹之　置于暖处　有一男儿　破壳而出　骨表英奇　年甫七歳　嶷然异常　自作弓矢射之　百发百中　扶余俗语　善射为朱蒙　故以名云
65. ↑  《三国史记·卷一·新罗本纪 第一》： 高墟村长苏伐公　望杨山麓　萝井傍林间　有马　而嘶　则往观之　忽不见马　只有大卵　剖之　有婴儿出焉　则收而养之　及年十余岁　岐嶷然夙成　六部人　以其生神异　推尊之　至是立为君焉　辰人谓瓠为朴　以初大卵如瓠　故以朴为姓
66. ↑  《三国史记·卷一·新罗本纪 第一》： 脱解本多婆那国所生也　其国在倭国东北一千里　初其 国王　娶女国王女为妻　有娠七年　乃生大卵　王曰　人而生卵不祥也　宜弃之　其女不忍　以帛里卵并宝物置于椟中　浮于海　任其所往　初至金官国海边　金官人怪之不取　又至辰韩阿珍浦口　是始祖赫居世　在位三十九年也　时海边老母　以绳引系海岸　开　见之　有一小儿在焉　其母取养之　及壮身　长九尺　风神秀朗　知识过人　或曰　此儿不知姓氏　初椟来时　有一鹊飞鸣而随之　宜省鹊字　以昔为氏　又解韫椟而出　宜名 脱解
67. ↑  《三国史记·卷一·新罗本纪 第一》： 九年　春三月　王夜闻　金城西始林树间　有鸡鸣 声　迟明遣瓠公视之　有金色小椟　挂树枝　白鸡鸣于其下　瓠公还告　王使人取椟开之　有小男儿在其中　姿容奇伟　上喜谓左右曰　此岂非天遗我以令胤乎　乃收养之　及长聪明多智略　乃名阏智　以其出于金椟　姓金氏　改始林名鸡林　因以为国号
68. ↑  《三国遗事·卷第二》： 唯紫绳自天垂而着地。寻绳之下。乃见红幅裹金合子。开而视之。有黄金卵六圆如日者。众人悉皆惊喜。俱伸百拜。寻还。裹着抱持而归我刀家窴榻上。其众各散。过浃辰。翌日平明众庶复相聚集开合。而六卵化为童子。容貌甚伟。仍坐于床。众庶拜贺。尽恭敬止。日日而大。逾十余晨昏。身长九尺则殷之天乙。颜如龙焉则汉之高祖。眉之八彩则有唐之高。眼之重瞳则有虞之舜。其于月望日即位也。始现故讳首露。或云首陵（首陵是崩后谥也）。国称大驾洛。又称伽耶国。即六伽耶之一也。余五人各归为五伽耶主。
69. ↑  《三国遗事·卷第二》： 父首露王。母许王后。立安四年己卯三月□十三日即位。治三十九年。嘉平五年癸酉九月十七日崩。王妃泉府卿申辅女慕贞。生太子麻品。开皇历云。姓金氏。 盖国世祖从金卵而生。故以金为姓尔
70. ↑  李先登《禹鼎集释》，《中国历史博物馆馆刊》1984年
71. ↑  陳夢婷《銅器銘文中所見南淮夷及相關問題研究》，安徽大学，2020年
72. ↑  吳曉波，歷代經濟變革得失，華品文創出版股份有限公司，2014年，15頁
73. ↑  司马迁. . . 汉. 初都陈，又徙鲁。
74. 1 2 3  《春秋左氏传·僖公二十一年》：冬．会于薄以释之．子鱼曰．祸犹未也．未足以惩君．任．宿．须句．颛臾．风姓也．实司大皞与有济之祀．以服事诸夏．邾人灭须句．须句子来奔．因成风也．成风为之言于公曰．崇明祀．保小寡．周礼也．蛮夷猾夏．周祸也．若封须句．是崇皞济而脩祀纾祸也．
75. ↑  《春秋左氏传·昭公二十年》：晏子对曰．古而无死．则古之乐也．君何得焉．昔爽鸠氏始居此地．季荝因之．有逢伯陵因之．蒲姑氏因之．而后大公因之．古者无死．爽鸠氏之乐．非君所愿也．
76. 1 2 3 4  《史记·卷第五·秦本纪 第五》： 太史公曰：秦之先为嬴姓。其后分封，以国为姓，有徐氏、郯氏、莒氏、终黎氏、运奄氏、菟裘氏、将梁氏、黄氏、江氏、脩鱼氏、白冥氏、蜚廉氏、秦氏。然秦以其先造父封赵城，为赵氏。
77. 1 2  《史记·卷四十六·田敬仲完世家 第十六》：庄公卒，立弟杵臼，是为宣公。宣公［二］十一年，杀其太子御寇。御寇与完相爱，恐祸及己，完故奔齐。齐桓公欲使为卿，辞曰：“羁旅之臣幸得免负檐，君之惠也，不敢当高位。”桓公使为工正。齐懿仲欲妻完，卜之，占曰：“是谓凤皇于蜚，和鸣锵锵。有妫之后，将育于姜。五世其昌，并于正卿。八世之后，莫之与京。”卒妻完。完之奔齐，齐桓公立十四年矣。
78. ↑  《史记·卷第二·夏本纪 第二》： 于是夔行乐，祖考至，群后相让，鸟兽翔舞，箫韶九成，凤皇来仪，百兽率舞，百官信谐。
79. 1 2  《史记·卷二十八·封禅书 第六》： 自周克殷后十四世，世益衰，礼乐废，诸侯恣行，而幽王为犬戎所败，周东徙雒邑。秦襄公攻戎救周，始列为诸侯。秦襄公既侯，居西垂，自以为主少皞之神，作西畤，祠白帝，其牲用骝驹黄牛羝羊各一云。其后十六年，秦文公东猎汧渭之闲，卜居之而吉。文公梦黄蛇自天下属地，其口止于鄜衍。文公问史敦，敦曰：“此上帝之征，君其祠之。”于是作鄜畤，用三牲郊祭白帝焉。
80. ↑  《史记·卷二十八·封禅书 第六》： 于是始皇遂东游海上，行礼祠名山大川及八神，求仙人羡门之属。八神将自古而有之，或曰太公以来作之。齐所以为齐，以天齐也。其祀绝莫知起时。八神：一曰天主，祠天齐。天齐渊水，居临菑南郊山下者。二曰地主，祠泰山梁父。盖天好阴，祠之必于高山之下，小山之上，命曰“畤”；地贵阳，祭之必于泽中圜丘云。三曰兵主，祠蚩尤。蚩尤在东平陆监乡，齐之西境也。四曰阴主，祠三山。五曰阳主，祠之罘。六曰月主，祠之莱山。皆在齐北，并勃海。七曰日主，祠成山。成山斗入海，最居齐东北隅，以迎日出云。八曰四时主，祠琅邪。琅邪在齐东方，盖岁之所始。皆各用一牢具祠，而巫祝所损益，圭币杂异焉。
81. ↑  《史记·卷二十八·封禅书 第六》： 高祖初起，祷丰枌榆社。徇沛，为沛公，则祠蚩尤，衅鼓旗。
82. ↑  《史记·卷二十八·封禅书 第六》： 后四岁，天下已定，诏御史，令丰谨治枌榆社，常以四时春以羊彘祠之。令祝官立蚩尤之祠于长安。
83. ↑  《史记·卷二十八·封禅书 第六·【皇览】》： 皇览云：“蚩尤冢在东平郡寿张县阚乡城中。”。
84. ↑  傅斯年:《夷夏东西说》
85. ↑  欧阳哲生主編《傅斯年全集》七册，湖南教育出版社出版
86. ↑  《史记·卷一百二十九·货殖列传 第六十九》： 昔唐人都河东，殷人都河内，周人都河南。夫三河在天下之中，若鼎足，王者所更居也，建国各数百千岁，土地小狭，民人众，都国诸侯所聚会，故其俗纤俭习事。
87. ↑  《史记·卷一百二十九·货殖列传 第六十九》： 颍川、南阳，夏人之居也。夏人政尚忠朴，犹有先王之遗风。颍川敦愿。秦末世，迁不轨之民于南阳。南阳西通武关、郧关，东南受汉、江、淮。宛亦一都会也。俗杂好事，业多贾。其任侠，交通颍川，故至今谓之“夏人”。
88. ↑  《史记·卷二·夏本纪 第二》： 海岱维青州：堣夷既略，潍、淄其道。其土白坟，海滨广潟，厥田斥卤。田上下，赋中上。厥贡盐𫄨，海物维错，岱畎丝、枲、铅、松、怪石，莱夷为牧，其篚酓丝。浮于汶，通于济。
89. ↑  《史记·卷二·夏本纪 第二》： 海岱及淮维徐州：淮、沂其治，蒙、羽其艺。大野既都，东原底平。其土赤埴坟，草木渐包。其田上中，赋中中。贡维土五色，羽畎夏狄，峄阳孤桐，泗滨浮磬，淮夷蠙珠臮鱼，其篚玄纤缟。浮于淮、泗，通于河。
90. ↑  吳安其《南島語分類研究》，中國商務印書館，2009年出版。ISBN 9787100056830
91. 1 2  逄振镐. . 中原文物. 2002, (2): 30  [2010-02-17]. （原始内容存档于2011-10-01）.
92. ↑  俞偉超〈丁公陶文是已亡佚的東夷文字〉，收錄於俞偉超《古史的考古學探索》，中國和平出版社，2002年。
93. ↑  馮時《古文字與古史新論》，台灣書房，2007年。
94. ↑  李象潤、李浴洋《东夷契刻：中国书法的原生态——直插中华汉字根底基因的哲理对话》
95. ↑  陈望衡《迈入文明的大门：龙山文化的审美解读》
96. ↑  《史记·卷五·秦本纪 第五》：大费生子二人：一曰大廉，实鸟俗氏；二曰若木，实费氏。其玄孙曰费昌，子孙或在中国，或在夷狄。费昌当夏桀之时，去夏归商，为汤御，以败桀于鸣条。大廉玄孙曰孟戏、中衍，鸟身人言。帝太戊闻而卜之使御，吉，遂致使御而妻之。自太戊以下，中衍之后，遂世有功，以佐殷国，故嬴姓多显，遂为诸侯。
97. ↑  徐旭生《中國古史的傳說時代》：「華夏、夷、蠻三族實為秦漢間所稱中國人的三個主要來源。」
98. ↑  顧頡剛《中國史學入門》：「商人，是中華民族。它的東邊為鳥夷人。鳥夷人把鳥作為自己的圖騰。鳳鳥氏、玄鳥氏和爽鳩氏都是鳥夷。鳥夷人所佔地域極為廣大。大概以山東為中心，最北到東北 地區；南到江蘇；西到河南。這些都有考古的根據。鳥族文化是黑陶文化。黑陶在山東、河南、東北、江蘇等區域發現很多。黑陶的特點是薄，上面都有鳥頭。這些是近些年才發現知曉的。」
99. ↑  方漢民〈中國文明本土東部起源說新證〉，中華人民共和國《社會科學報》，2012年。
100. ↑  羅驥、鞏紅玉〈論漢族主體源於東夷〉，中華人民共和國《雲南民族學院學報》，2002年。

### 书目
- 左丘明. . 春秋时期.
- 司马迁. . 西汉.
- 金富軾. . 高丽. 1145.
- 逄振镐. . 中国社会科学出版社. 1995. ISBN 9787500415114.

## 延伸阅读
[在维基数据编辑]
 《三國志/卷30》，出自陳壽《三國志》
 《舊唐書/卷199上》，出自刘昫《舊唐書》
| 年份 （BC）     | 時代              | 蒙古區                                                 | 蒙古區                                                                         | 蒙古區                                                           | 東北區                                                     | 東北區                                            | 東北區                                                         | 燕遼區                                                                                    | 燕遼區                                                                                                  | 燕遼區                                                                  | 雁北區                                 | 雁北區                                  | 雁北區                                                  | 新疆區                                                          | 新疆區                                                               | 新疆區                                                                             | 甘青區                              | 甘青區                                                                                                  | 甘青區                                                | 中原區                                                         | 中原區                                                                                 | 中原區                                | 中原區                                                | 中原區                                                                          | 中原區                                                                                                 | 海岱區                                                                                                 | 海岱區                                                                                                 | 海岱區                                                                                                 | 海岱區                                                                                                 | 兩湖區                                                                                                 | 兩湖區                                                                | 兩湖區                                                | 巴蜀區                                    | 巴蜀區                         | 巴蜀區                                       | 西南區                                                  | 西南區                                                     | 江浙區                                                     | 江浙區 | 江浙區                                                                          | 江浙區                                                                          | 江浙區                          | 嶺南東南區                                                                        | 嶺南東南區                      | 嶺南東南區                 | 嶺南東南區                                        | 嶺南東南區                                                          | 嶺南東南區                                                          | 嶺南東南區                               | 嶺南東南區                | 嶺南東南區                         | 嶺南東南區                               | 嶺南東南區                              |
| --------------- | ----------------- | ------------------------------------------------------ | ------------------------------------------------------------------------------ | ---------------------------------------------------------------- | ---------------------------------------------------------- | ------------------------------------------------- | -------------------------------------------------------------- | ----------------------------------------------------------------------------------------- | --- | ----------------------------------------------------------------------- | -------------------------------------- | --------------------------------------- | ------------------------------------------------------- | --------------------------------------------------------------- | -------------------------------------------------------------------- | ---------------------------------------------------------------------------------- | ----------------------------------- | --- | ----------------------------------------------------- | -------------------------------------------------------------- | -------------------------------------------------------------------------------------- | ------------------------------------- | ----------------------------------------------------- | ------------------------------------------------------------------------------- | --- | --- | --- | --- | --- | --- | --------------------------------------------------------------------- | ----------------------------------------------------- | ----------------------------------------- | ------------------------------ | -------------------------------------------- | ------------------------------------------------------- | ---------------------------------------------------------- | ---------------------------------------------------------- | --- | ------------------------------------------------------------------------------- | ------------------------------------------------------------------------------- | ------------------------------- | --------------------------------------------------------------------------------- | ------------------------------- | -------------------------- | ------------------------------------------------- | ------------------------------------------------------------------- | ------------------------------------------------------------------- | ---------------------------------------- | ------------------------- | ---------------------------------- | ---------------------------------------- | --------------------------------------- |
| 年份 （BC）     | 時代              | 阿爾泰 薩彥嶺                                          | 內貝加爾                                                                       | 東蒙古                                                           | 黑龍江 牡丹江 呼倫貝爾                                     | 鴨綠江 圖們江                                     | 松花江 嫩江                                                    | 遼河以東 遼東半島                                                                         | 遼河以西 內蒙古                                                                                         | 河北北部 內蒙古                                                         | 河套 內蒙古                            | 東套 陝北高原                           | 山西 汾河北部                                           | 環準噶爾 盆地                                                   | 環塔里木 盆地                                                        | 環東天山 哈密盆地                                                                  | 河西 走廊                           | 隴西 青海                                                                                               | 隴東 寧夏                                             | 陝西 關中西部                                                  | 陝西 關中東部                                                                          | 山西 汾河南部                         | 河南 西部                                             | 河南 東部                                                                       | 河北南部 河北中部                                                                                      | 淮河 皖北蘇北                                                                                          | 淮河 皖北蘇北                                                                                          | 山東                                                                                                   | 膠東                                                                                                   | 湖南                                                                                                   | 湖北 鄂東                                                             | 湖北 江漢                                             | 三峽 重慶                                 | 漢水上游 漢水中游              | 四川                                         | 雲南 貴州                                               | 青海 西藏                                                  | 浙東                                                       | 太湖 | 蘇中 江南                                                                       | 安徽 中部                                                                       | 安徽 南部                       | 江西 西部                                                                         | 江西 東部                       | 廣西 南部                  | 珠江 中上游                                       | 廣東 北部                                                           | 珠江 三角洲                                                         | 閩江上游 浙江南部                        | 閩江 下游                 | 福建 南部                          | 台灣 北部                                | 台灣 中南部                             |
| 9000 以上       | 新 石 器 早 期    |                                                        |                                                                                |                                                                  |                                                            |                                                   | 后套木嘎 一期遗址 12000-9000 雙塔一期 遺址 9000-7000           |                                                                                           | | 家溝 遺址 12000-6000 轉年、 東胡林 遺址 9000-7000 南莊頭 遺址 8500-7700 |                                        |                                         |                                                         |                                                                 |                                                                      |                                                                                    |                                     | |                                                       |                                                                |                                                                                        |                                       | 李家溝 遺址 10500-8600                                |                                                                                 | | | | 扁扁洞 遗址、 黄崖 遗址 10000-7000                                                                     | | 玉蟾岩 遺址 12000-10000                                                                                |                                                                       |                                                       |                                           |                                |                                              |                                                         |                                                            |                                                            | 上山 遺址 ?-? | 三山岛遗址 ?-10000                                                              |                                                                                 |                                 | 仙人洞、 吊桶環 遺址 12000-8700                                                   | 仙人洞、 吊桶環 遺址 12000-8700 |                            | 廟岩 遺址 15000-10000 甑皮岩 一期 遺址 10000-9000 | 牛欄洞 遺址 10000-6000                                              |                                                                     |                                          |                           | 奇和洞 一期至 二期 遺址 10000-8000 |                                          |                                         |
| 新仙女木期 結束 | 新 石 器 早 期    |                                                        |                                                                                |                                                                  |                                                            |                                                   | 后套木嘎 一期遗址 12000-9000 雙塔一期 遺址 9000-7000           |                                                                                           | | 家溝 遺址 12000-6000 轉年、 東胡林 遺址 9000-7000 南莊頭 遺址 8500-7700 |                                        |                                         |                                                         |                                                                 |                                                                      |                                                                                    |                                     | |                                                       |                                                                |                                                                                        |                                       | 李家溝 遺址 10500-8600                                |                                                                                 | | | | 扁扁洞 遗址、 黄崖 遗址 10000-7000                                                                     | | |                                                                       |                                                       |                                           |                                |                                              |                                                         |                                                            |                                                            | 上山 遺址 ?-? |                                                                                 |                                                                                 |                                 | 仙人洞、 吊桶環 遺址 12000-8700                                                   | 仙人洞、 吊桶環 遺址 12000-8700 |                            | 廟岩 遺址 15000-10000 甑皮岩 一期 遺址 10000-9000 | 牛欄洞 遺址 10000-6000                                              |                                                                     |                                          |                           | 奇和洞 一期至 二期 遺址 10000-8000 |                                          |                                         |
| 9000            | 新 石 器 早 期    |                                                        |                                                                                |                                                                  |                                                            |                                                   | 后套木嘎 一期遗址 12000-9000 雙塔一期 遺址 9000-7000           |                                                                                           | | 家溝 遺址 12000-6000 轉年、 東胡林 遺址 9000-7000 南莊頭 遺址 8500-7700 |                                        |                                         |                                                         |                                                                 |                                                                      |                                                                                    |                                     | |                                                       |                                                                |                                                                                        |                                       | 李家溝 遺址 10500-8600                                |                                                                                 | | | | 扁扁洞 遗址、 黄崖 遗址 10000-7000                                                                     | | |                                                                       |                                                       |                                           |                                |                                              |                                                         |                                                            |                                                            | 上山 遺址 ?-? |                                                                                 |                                                                                 |                                 | 仙人洞、 吊桶環 遺址 12000-8700                                                   | 仙人洞、 吊桶環 遺址 12000-8700 |                            | 甑皮岩 二期至 四期 遺址 9000-6000                 | 牛欄洞 遺址 10000-6000                                              |                                                                     |                                          |                           | 奇和洞 一期至 二期 遺址 10000-8000 |                                          |                                         |
|                 | 新 石 器 早 期    |                                                        |                                                                                |                                                                  |                                                            |                                                   | 后套木嘎 一期遗址 12000-9000 雙塔一期 遺址 9000-7000           |                                                                                           | | 家溝 遺址 12000-6000 轉年、 東胡林 遺址 9000-7000 南莊頭 遺址 8500-7700 |                                        |                                         |                                                         |                                                                 |                                                                      |                                                                                    |                                     | |                                                       |                                                                |                                                                                        |                                       | 李家溝 遺址 10500-8600                                |                                                                                 | | | | 扁扁洞 遗址、 黄崖 遗址 10000-7000                                                                     | | |                                                                       |                                                       |                                           |                                |                                              |                                                         |                                                            |                                                            | 上山 遺址 ?-? |                                                                                 |                                                                                 |                                 | 仙人洞、 吊桶環 遺址 12000-8700                                                   | 仙人洞、 吊桶環 遺址 12000-8700 |                            | 甑皮岩 二期至 四期 遺址 9000-6000                 | 牛欄洞 遺址 10000-6000                                              |                                                                     |                                          |                           | 奇和洞 一期至 二期 遺址 10000-8000 |                                          |                                         |
|                 | 新 石 器 早 期    |                                                        |                                                                                |                                                                  |                                                            |                                                   | 后套木嘎 一期遗址 12000-9000 雙塔一期 遺址 9000-7000           |                                                                                           | | 家溝 遺址 12000-6000 轉年、 東胡林 遺址 9000-7000 南莊頭 遺址 8500-7700 |                                        |                                         |                                                         |                                                                 |                                                                      |                                                                                    |                                     | |                                                       |                                                                |                                                                                        |                                       | 李家溝 遺址 10500-8600                                |                                                                                 | | | | 扁扁洞 遗址、 黄崖 遗址 10000-7000                                                                     | | |                                                                       |                                                       |                                           |                                |                                              |                                                         |                                                            |                                                            | 上山 遺址 ?-? |                                                                                 |                                                                                 |                                 |                                                                                   |                                 |                            | 甑皮岩 二期至 四期 遺址 9000-6000                 | 牛欄洞 遺址 10000-6000                                              |                                                                     |                                          |                           | 奇和洞 一期至 二期 遺址 10000-8000 |                                          |                                         |
| 8500            | 新 石 器 早 期    |                                                        |                                                                                |                                                                  |                                                            |                                                   | 后套木嘎 一期遗址 12000-9000 雙塔一期 遺址 9000-7000           |                                                                                           | | 家溝 遺址 12000-6000 轉年、 東胡林 遺址 9000-7000 南莊頭 遺址 8500-7700 |                                        |                                         |                                                         |                                                                 |                                                                      |                                                                                    |                                     | |                                                       |                                                                |                                                                                        |                                       |                                                       |                                                                                 | | | | 扁扁洞 遗址、 黄崖 遗址 10000-7000                                                                     | | |                                                                       |                                                       |                                           |                                |                                              |                                                         |                                                            |                                                            | 上山 遺址 ?-? |                                                                                 |                                                                                 |                                 |                                                                                   |                                 |                            | 甑皮岩 二期至 四期 遺址 9000-6000                 | 牛欄洞 遺址 10000-6000                                              |                                                                     |                                          |                           | 奇和洞 一期至 二期 遺址 10000-8000 |                                          |                                         |
|                 | 新 石 器 早 期    |                                                        |                                                                                |                                                                  |                                                            |                                                   | 后套木嘎 一期遗址 12000-9000 雙塔一期 遺址 9000-7000           |                                                                                           | | 家溝 遺址 12000-6000 轉年、 東胡林 遺址 9000-7000 南莊頭 遺址 8500-7700 |                                        |                                         |                                                         |                                                                 |                                                                      |                                                                                    |                                     | |                                                       |                                                                |                                                                                        |                                       |                                                       |                                                                                 | | | | 扁扁洞 遗址、 黄崖 遗址 10000-7000                                                                     | | |                                                                       |                                                       |                                           |                                |                                              |                                                         |                                                            |                                                            | 上山 遺址 ?-? |                                                                                 |                                                                                 |                                 |                                                                                   |                                 |                            | 甑皮岩 二期至 四期 遺址 9000-6000                 | 牛欄洞 遺址 10000-6000                                              |                                                                     |                                          |                           | 奇和洞 一期至 二期 遺址 10000-8000 |                                          |                                         |
|                 | 新 石 器 早 期    |                                                        |                                                                                |                                                                  |                                                            |                                                   | 后套木嘎 一期遗址 12000-9000 雙塔一期 遺址 9000-7000           |                                                                                           | | 家溝 遺址 12000-6000 轉年、 東胡林 遺址 9000-7000 南莊頭 遺址 8500-7700 |                                        |                                         |                                                         |                                                                 |                                                                      |                                                                                    |                                     | |                                                       |                                                                |                                                                                        |                                       |                                                       |                                                                                 | | | | 扁扁洞 遗址、 黄崖 遗址 10000-7000                                                                     | | |                                                                       |                                                       |                                           |                                |                                              |                                                         |                                                            |                                                            | 上山 遺址 ?-? |                                                                                 |                                                                                 |                                 |                                                                                   |                                 |                            | 甑皮岩 二期至 四期 遺址 9000-6000                 | 牛欄洞 遺址 10000-6000                                              |                                                                     |                                          |                           | 奇和洞 一期至 二期 遺址 10000-8000 |                                          |                                         |
| 8000            | 新 石 器 早 期    |                                                        |                                                                                |                                                                  |                                                            |                                                   | 后套木嘎 一期遗址 12000-9000 雙塔一期 遺址 9000-7000           |                                                                                           | | 家溝 遺址 12000-6000 轉年、 東胡林 遺址 9000-7000 南莊頭 遺址 8500-7700 |                                        |                                         |                                                         |                                                                 |                                                                      |                                                                                    |                                     | |                                                       |                                                                |                                                                                        |                                       |                                                       |                                                                                 | | | | 扁扁洞 遗址、 黄崖 遗址 10000-7000                                                                     | | |                                                                       |                                                       |                                           |                                |                                              |                                                         |                                                            |                                                            | 上山 遺址 ?-? |                                                                                 |                                                                                 |                                 |                                                                                   |                                 |                            | 甑皮岩 二期至 四期 遺址 9000-6000                 | 牛欄洞 遺址 10000-6000                                              |                                                                     |                                          |                           | 奇和洞 一期至 二期 遺址 10000-8000 |                                          |                                         |
|                 | 新 石 器 早 期    |                                                        |                                                                                |                                                                  |                                                            |                                                   | 后套木嘎 一期遗址 12000-9000 雙塔一期 遺址 9000-7000           |                                                                                           | | 家溝 遺址 12000-6000 轉年、 東胡林 遺址 9000-7000 南莊頭 遺址 8500-7700 |                                        |                                         |                                                         |                                                                 |                                                                      |                                                                                    |                                     | |                                                       |                                                                |                                                                                        |                                       |                                                       |                                                                                 | | | | 扁扁洞 遗址、 黄崖 遗址 10000-7000                                                                     | | |                                                                       |                                                       |                                           |                                |                                              |                                                         |                                                            |                                                            | 上山 遺址 ?-? |                                                                                 |                                                                                 |                                 |                                                                                   |                                 | 頂螄山 一期 遺址 8000-7000 | 甑皮岩 二期至 四期 遺址 9000-6000                 | 牛欄洞 遺址 10000-6000                                              |                                                                     |                                          |                           | 奇和洞 三期 類文化 8000-5000       |                                          |                                         |
|                 | 新 石 器 早 期    |                                                        |                                                                                |                                                                  |                                                            |                                                   | 后套木嘎 一期遗址 12000-9000 雙塔一期 遺址 9000-7000           |                                                                                           | | 家溝 遺址 12000-6000 轉年、 東胡林 遺址 9000-7000 南莊頭 遺址 8500-7700 |                                        |                                         |                                                         |                                                                 |                                                                      |                                                                                    |                                     | |                                                       |                                                                |                                                                                        |                                       |                                                       |                                                                                 | | | | 扁扁洞 遗址、 黄崖 遗址 10000-7000                                                                     | | |                                                                       |                                                       |                                           |                                |                                              |                                                         |                                                            |                                                            | 上山 遺址 ?-? |                                                                                 |                                                                                 |                                 |                                                                                   |                                 | 頂螄山 一期 遺址 8000-7000 | 甑皮岩 二期至 四期 遺址 9000-6000                 | 牛欄洞 遺址 10000-6000                                              |                                                                     |                                          |                           | 奇和洞 三期 類文化 8000-5000       |                                          |                                         |
| 7500            | 新 石 器 早 期    |                                                        |                                                                                |                                                                  |                                                            |                                                   | 后套木嘎 一期遗址 12000-9000 雙塔一期 遺址 9000-7000           |                                                                                           | | 家溝 遺址 12000-6000 轉年、 東胡林 遺址 9000-7000 南莊頭 遺址 8500-7700 |                                        |                                         |                                                         |                                                                 |                                                                      |                                                                                    |                                     | |                                                       |                                                                |                                                                                        |                                       |                                                       |                                                                                 | | | | 扁扁洞 遗址、 黄崖 遗址 10000-7000                                                                     | | 彭頭山 7000-5600                                                                                       |                                                                       | 彭頭山 7000-5600                                      |                                           |                                |                                              |                                                         |                                                            |                                                            | 上山 遺址 ?-? |                                                                                 |                                                                                 |                                 |                                                                                   |                                 | 頂螄山 一期 遺址 8000-7000 | 甑皮岩 二期至 四期 遺址 9000-6000                 | 牛欄洞 遺址 10000-6000                                              |                                                                     |                                          |                           | 奇和洞 三期 類文化 8000-5000       |                                          |                                         |
| 埃爾達倫 活動   | 新 石 器 早 期    |                                                        |                                                                                |                                                                  |                                                            |                                                   | 后套木嘎 一期遗址 12000-9000 雙塔一期 遺址 9000-7000           |                                                                                           | | 家溝 遺址 12000-6000 轉年、 東胡林 遺址 9000-7000 南莊頭 遺址 8500-7700 |                                        |                                         |                                                         |                                                                 |                                                                      |                                                                                    |                                     | |                                                       |                                                                |                                                                                        |                                       |                                                       |                                                                                 | | | | 扁扁洞 遗址、 黄崖 遗址 10000-7000                                                                     | | 彭頭山 7000-5600                                                                                       |                                                                       | 彭頭山 7000-5600                                      |                                           |                                |                                              |                                                         |                                                            |                                                            | 上山 遺址 ?-? |                                                                                 |                                                                                 |                                 |                                                                                   |                                 | 頂螄山 一期 遺址 8000-7000 | 甑皮岩 二期至 四期 遺址 9000-6000                 | 牛欄洞 遺址 10000-6000                                              |                                                                     |                                          |                           | 奇和洞 三期 類文化 8000-5000       |                                          |                                         |
|                 | 新 石 器 早 期    |                                                        |                                                                                |                                                                  |                                                            |                                                   | 后套木嘎 一期遗址 12000-9000 雙塔一期 遺址 9000-7000           |                                                                                           | | 家溝 遺址 12000-6000 轉年、 東胡林 遺址 9000-7000 南莊頭 遺址 8500-7700 |                                        |                                         |                                                         |                                                                 |                                                                      |                                                                                    |                                     | |                                                       |                                                                |                                                                                        |                                       |                                                       |                                                                                 | | | | 扁扁洞 遗址、 黄崖 遗址 10000-7000                                                                     | | 彭頭山 7000-5600                                                                                       |                                                                       | 彭頭山 7000-5600                                      |                                           |                                |                                              |                                                         |                                                            |                                                            | 上山 遺址 ?-? |                                                                                 |                                                                                 |                                 |                                                                                   |                                 | 頂螄山 一期 遺址 8000-7000 | 甑皮岩 二期至 四期 遺址 9000-6000                 | 牛欄洞 遺址 10000-6000                                              |                                                                     |                                          |                           | 奇和洞 三期 類文化 8000-5000       |                                          |                                         |
| 7000            | 新 石 器 中 期    |                                                        |                                                                                |                                                                  |                                                            |                                                   | 后套木嘎 一期遗址 12000-9000 雙塔一期 遺址 9000-7000           |                                                                                           | 小河西 7000-6200                                                                                        | 家溝 遺址 12000-6000 轉年、 東胡林 遺址 9000-7000 南莊頭 遺址 8500-7700 |                                        |                                         |                                                         |                                                                 |                                                                      |                                                                                    |                                     | |                                                       |                                                                |                                                                                        |                                       |                                                       | 賈湖 7000-5800                                                                  | | | | 扁扁洞 遗址、 黄崖 遗址 10000-7000                                                                     | | 彭頭山 7000-5600                                                                                       |                                                                       | 彭頭山 7000-5600                                      |                                           |                                |                                              |                                                         |                                                            |                                                            | 上山 ?-? |                                                                                 |                                                                                 |                                 |                                                                                   |                                 | 頂螄山 一期 遺址 8000-7000 | 甑皮岩 二期至 四期 遺址 9000-6000                 | 牛欄洞 遺址 10000-6000                                              |                                                                     |                                          |                           | 奇和洞 三期 類文化 8000-5000       |                                          |                                         |
|                 | 新 石 器 中 期    |                                                        |                                                                                |                                                                  |                                                            |                                                   |                                                                |                                                                                           | 小河西 7000-6200                                                                                        | 家溝 遺址 12000-6000 轉年、 東胡林 遺址 9000-7000 南莊頭 遺址 8500-7700 |                                        |                                         |                                                         |                                                                 |                                                                      |                                                                                    |                                     | |                                                       |                                                                |                                                                                        |                                       |                                                       | 賈湖 7000-5800                                                                  | | | | | | 彭頭山 7000-5600                                                                                       |                                                                       | 彭頭山 7000-5600                                      |                                           |                                |                                              |                                                         |                                                            |                                                            | 上山 ?-? |                                                                                 |                                                                                 |                                 |                                                                                   |                                 |                            | 甑皮岩 二期至 四期 遺址 9000-6000                 | 牛欄洞 遺址 10000-6000                                              |                                                                     |                                          |                           | 奇和洞 三期 類文化 8000-5000       |                                          |                                         |
|                 | 新 石 器 中 期    |                                                        |                                                                                |                                                                  |                                                            |                                                   |                                                                |                                                                                           | 小河西 7000-6200                                                                                        | 家溝 遺址 12000-6000 轉年、 東胡林 遺址 9000-7000 南莊頭 遺址 8500-7700 |                                        |                                         |                                                         |                                                                 |                                                                      |                                                                                    |                                     | |                                                       |                                                                |                                                                                        |                                       |                                                       | 賈湖 7000-5800                                                                  | | | | | | 彭頭山 7000-5600                                                                                       |                                                                       | 彭頭山 7000-5600                                      |                                           |                                |                                              |                                                         |                                                            |                                                            | 上山 ?-? |                                                                                 |                                                                                 |                                 |                                                                                   |                                 |                            | 甑皮岩 二期至 四期 遺址 9000-6000                 | 牛欄洞 遺址 10000-6000                                              |                                                                     |                                          |                           | 奇和洞 三期 類文化 8000-5000       |                                          |                                         |
| 6500            | 新 石 器 中 期    |                                                        |                                                                                |                                                                  |                                                            |                                                   |                                                                |                                                                                           | 小河西 7000-6200                                                                                        | 家溝 遺址 12000-6000 轉年、 東胡林 遺址 9000-7000 南莊頭 遺址 8500-7700 |                                        |                                         |                                                         |                                                                 |                                                                      |                                                                                    |                                     | |                                                       |                                                                |                                                                                        |                                       |                                                       | 賈湖 7000-5800                                                                  | | | | 後李 6500-5500                                                                                         | | 彭頭山 7000-5600                                                                                       |                                                                       | 城背溪 6500-5000                                      | 城背溪 6500-5000                          |                                |                                              |                                                         |                                                            |                                                            | 上山 ?-? | 順山集 6500-5500                                                                |                                                                                 |                                 |                                                                                   |                                 |                            | 甑皮岩 二期至 四期 遺址 9000-6000                 | 牛欄洞 遺址 10000-6000                                              |                                                                     |                                          |                           | 奇和洞 三期 類文化 8000-5000       |                                          |                                         |
|                 | 新 石 器 中 期    |                                                        |                                                                                |                                                                  |                                                            |                                                   |                                                                |                                                                                           | 小河西 7000-6200                                                                                        | 家溝 遺址 12000-6000 轉年、 東胡林 遺址 9000-7000 南莊頭 遺址 8500-7700 |                                        |                                         |                                                         |                                                                 |                                                                      |                                                                                    |                                     | |                                                       |                                                                |                                                                                        |                                       |                                                       | 賈湖 7000-5800                                                                  | | | | 後李 6500-5500                                                                                         | | 彭頭山 7000-5600                                                                                       |                                                                       | 城背溪 6500-5000                                      | 城背溪 6500-5000                          |                                |                                              |                                                         |                                                            |                                                            | 上山 ?-? | 順山集 6500-5500                                                                |                                                                                 |                                 |                                                                                   |                                 |                            | 甑皮岩 二期至 四期 遺址 9000-6000                 | 牛欄洞 遺址 10000-6000                                              |                                                                     |                                          |                           | 奇和洞 三期 類文化 8000-5000       |                                          |                                         |
| 8.2千年         | 新 石 器 中 期    |                                                        |                                                                                |                                                                  |                                                            |                                                   |                                                                |                                                                                           | 興隆窪 6200-5400                                                                                        | 家溝 遺址 12000-6000 轉年、 東胡林 遺址 9000-7000 南莊頭 遺址 8500-7700 |                                        |                                         |                                                         |                                                                 |                                                                      |                                                                                    |                                     | |                                                       |                                                                |                                                                                        |                                       |                                                       | 賈湖 7000-5800                                                                  | | | | 後李 6500-5500                                                                                         | | 彭頭山 7000-5600                                                                                       |                                                                       | 城背溪 6500-5000                                      | 城背溪 6500-5000                          |                                |                                              |                                                         |                                                            |                                                            | 上山 ?-? | 順山集 6500-5500                                                                |                                                                                 |                                 |                                                                                   |                                 |                            | 甑皮岩 二期至 四期 遺址 9000-6000                 | 牛欄洞 遺址 10000-6000                                              |                                                                     |                                          |                           | 奇和洞 三期 類文化 8000-5000       |                                          |                                         |
| 6000            | 新 石 器 中 期    |                                                        | 网纹陶 5000-3000 哈伊廷 绳纹陶 6000-3000 卡扎钦斯克 5500-3200 波索尔 4600-2500 | 塔木察格 布拉格 6000-4300                                        |                                                            |                                                   |                                                                |                                                                                           | 興隆窪 6200-5400                                                                                        | 北福地一期 6000-5600 磁山 6000-5600                                     |                                        |                                         |                                                         |                                                                 |                                                                      |                                                                                    |                                     | |                                                       |                                                                |                                                                                        | 裴李崗 6100-5000                      | 裴李崗 6100-5000                                      | 磁山 6000-5600                                                                  | 磁山 6000-5600                                                                                         | | | 後李 6500-5500                                                                                         | | 彭頭山 7000-5600                                                                                       |                                                                       | 城背溪 6500-5000                                      | 城背溪 6500-5000                          |                                |                                              |                                                         |                                                            | 跨湖橋 6000-5000                                           | 跨湖橋 6000-5000 | 順山集 6500-5500                                                                |                                                                                 |                                 |                                                                                   |                                 |                            | 甑皮岩 二期至 四期 遺址 9000-6000                 | 牛欄洞 遺址 10000-6000                                              |                                                                     |                                          |                           | 復國墩 6000-4000                   |                                          |                                         |
|                 | 新 石 器 中 期    |                                                        | 网纹陶 5000-3000 哈伊廷 绳纹陶 6000-3000 卡扎钦斯克 5500-3200 波索尔 4600-2500 | 塔木察格 布拉格 6000-4300                                        |                                                            |                                                   |                                                                |                                                                                           | 興隆窪 6200-5400                                                                                        | 北福地一期 6000-5600 磁山 6000-5600                                     |                                        |                                         |                                                         |                                                                 |                                                                      |                                                                                    |                                     | 大地灣 (老官台) 5800-5400                                                                               | 大地灣 (老官台) 5800-5400                             | 大地灣 (老官台) 5800-5400                                      | 大地灣 (老官台) 5800-5400                                                              | 裴李崗 6100-5000                      | 裴李崗 6100-5000                                      | 磁山 6000-5600                                                                  | 磁山 6000-5600                                                                                         | | | 後李 6500-5500                                                                                         | | 高廟 5800-5000 皂市下層 5500-4800 湯家崗 5000-4000                                                     |                                                                       | 城背溪 6500-5000                                      | 城背溪 6500-5000                          | 大地灣 (老官台) 5800-5400      |                                              |                                                         |                                                            | 跨湖橋 6000-5000                                           | 跨湖橋 6000-5000 | 順山集 6500-5500                                                                |                                                                                 |                                 |                                                                                   |                                 | 頂螄山 6000-5000           | 甑皮岩 五期 類文化 6200-5000                      |                                                                     |                                                                     |                                          |                           | 復國墩 6000-4000                   |                                          |                                         |
|                 | 新 石 器 中 期    |                                                        | 网纹陶 5000-3000 哈伊廷 绳纹陶 6000-3000 卡扎钦斯克 5500-3200 波索尔 4600-2500 | 塔木察格 布拉格 6000-4300                                        |                                                            |                                                   |                                                                |                                                                                           | 興隆窪 6200-5400                                                                                        | 北福地一期 6000-5600 磁山 6000-5600                                     |                                        |                                         |                                                         |                                                                 |                                                                      |                                                                                    |                                     | 大地灣 (老官台) 5800-5400                                                                               | 大地灣 (老官台) 5800-5400                             | 大地灣 (老官台) 5800-5400                                      | 大地灣 (老官台) 5800-5400                                                              | 裴李崗 6100-5000                      | 裴李崗 6100-5000                                      | 磁山 6000-5600                                                                  | 磁山 6000-5600                                                                                         | | | 後李 6500-5500                                                                                         | | 高廟 5800-5000 皂市下層 5500-4800 湯家崗 5000-4000                                                     |                                                                       | 城背溪 6500-5000                                      | 城背溪 6500-5000                          | 大地灣 (老官台) 5800-5400      |                                              |                                                         |                                                            | 跨湖橋 6000-5000                                           | 跨湖橋 6000-5000 | 順山集 6500-5500                                                                |                                                                                 |                                 |                                                                                   |                                 | 頂螄山 6000-5000           | 甑皮岩 五期 類文化 6200-5000                      |                                                                     |                                                                     |                                          |                           | 復國墩 6000-4000                   |                                          |                                         |
| 5500            | 新 石 器 中 期    |                                                        | 网纹陶 5000-3000 哈伊廷 绳纹陶 6000-3000 卡扎钦斯克 5500-3200 波索尔 4600-2500 | 塔木察格 布拉格 6000-4300                                        | 新开流 5500-4550                                           |                                                   |                                                                |                                                                                           | 興隆窪 6200-5400                                                                                        | 北福地一期 6000-5600 磁山 6000-5600                                     |                                        |                                         |                                                         |                                                                 |                                                                      |                                                                                    |                                     | 大地灣 (老官台) 5800-5400                                                                               | 大地灣 (老官台) 5800-5400                             | 大地灣 (老官台) 5800-5400                                      | 大地灣 (老官台) 5800-5400                                                              | 裴李崗 6100-5000                      | 裴李崗 6100-5000                                      |                                                                                 | | | | 後李 6500-5500                                                                                         | | 高廟 5800-5000 皂市下層 5500-4800 湯家崗 5000-4000                                                     |                                                                       | 城背溪 6500-5000                                      | 城背溪 6500-5000                          | 大地灣 (老官台) 5800-5400      |                                              |                                                         |                                                            | 跨湖橋 6000-5000                                           | 跨湖橋 6000-5000 | 順山集 6500-5500                                                                |                                                                                 |                                 |                                                                                   |                                 | 頂螄山 6000-5000           | 甑皮岩 五期 類文化 6200-5000                      |                                                                     |                                                                     |                                          |                           | 復國墩 6000-4000                   |                                          |                                         |
|                 | 新 石 器 中 期    |                                                        | 网纹陶 5000-3000 哈伊廷 绳纹陶 6000-3000 卡扎钦斯克 5500-3200 波索尔 4600-2500 | 塔木察格 布拉格 6000-4300                                        | 新开流 5500-4550                                           |                                                   |                                                                | 新樂下層 5300-4800                                                                        | 趙寶溝 5400-4700 富河 5400-4700                                                                         | 北福地一期 6000-5600 磁山 6000-5600                                     |                                        |                                         |                                                         |                                                                 |                                                                      |                                                                                    |                                     | 大地灣 (老官台) 5800-5400                                                                               | 大地灣 (老官台) 5800-5400                             | 大地灣 (老官台) 5800-5400                                      | 大地灣 (老官台) 5800-5400                                                              | 裴李崗 6100-5000                      | 裴李崗 6100-5000                                      |                                                                                 | | 北辛 (青蓮崗) 5400-4400                                                                                | 北辛 (青蓮崗) 5400-4400                                                                                | 北辛 (青蓮崗) 5400-4400                                                                                | | 高廟 5800-5000 皂市下層 5500-4800 湯家崗 5000-4000                                                     |                                                                       | 城背溪 6500-5000                                      | 城背溪 6500-5000                          | 大地灣 (老官台) 5800-5400      |                                              |                                                         |                                                            | 跨湖橋 6000-5000                                           | 跨湖橋 6000-5000 |                                                                                 | 雙墩、 侯家寨 5300-4500                                                         |                                 |                                                                                   |                                 | 頂螄山 6000-5000           | 甑皮岩 五期 類文化 6200-5000                      |                                                                     |                                                                     |                                          |                           | 復國墩 6000-4000                   |                                          |                                         |
|                 | 新 石 器 中 期    |                                                        | 网纹陶 5000-3000 哈伊廷 绳纹陶 6000-3000 卡扎钦斯克 5500-3200 波索尔 4600-2500 | 塔木察格 布拉格 6000-4300                                        | 新开流 5500-4550                                           |                                                   |                                                                | 新樂下層 5300-4800                                                                        | 趙寶溝 5400-4700 富河 5400-4700                                                                         | 上宅 5300-4700                                                          |                                        |                                         |                                                         |                                                                 |                                                                      |                                                                                    |                                     | 北首嶺 5000-4800                                                                                        | 北首嶺 5000-4800                                      | 北首嶺 5000-4800                                               | 北首嶺 5000-4800                                                                       | 裴李崗 6100-5000                      | 裴李崗 6100-5000                                      |                                                                                 | 上宅 5300-4700                                                                                         | 北辛 (青蓮崗) 5400-4400                                                                                | 北辛 (青蓮崗) 5400-4400                                                                                | 北辛 (青蓮崗) 5400-4400                                                                                | | 高廟 5800-5000 皂市下層 5500-4800 湯家崗 5000-4000                                                     |                                                                       | 城背溪 6500-5000                                      | 城背溪 6500-5000                          | 李家村 5000-4800               |                                              |                                                         |                                                            | 跨湖橋 6000-5000                                           | 跨湖橋 6000-5000 |                                                                                 | 雙墩、 侯家寨 5300-4500                                                         |                                 |                                                                                   |                                 | 頂螄山 6000-5000           | 甑皮岩 五期 類文化 6200-5000                      |                                                                     |                                                                     |                                          |                           | 復國墩 6000-4000                   |                                          |                                         |
| 5000            | 新 石 器 中 期    |                                                        | 网纹陶 5000-3000 哈伊廷 绳纹陶 6000-3000 卡扎钦斯克 5500-3200 波索尔 4600-2500 | 塔木察格 布拉格 6000-4300                                        | 新开流 5500-4550                                           |                                                   | 左家山下層 5000-4500                                           | 新樂下層 5300-4800                                                                        | 趙寶溝 5400-4700 富河 5400-4700                                                                         | 上宅 5300-4700                                                          | 仰韶(早) 红台坡下 5000-4300            | 仰韶(早) 红台坡下 5000-4300             |                                                         |                                                                 |                                                                      |                                                                                    |                                     | 北首嶺 5000-4800                                                                                        | 北首嶺 5000-4800                                      | 北首嶺 5000-4800                                               | 北首嶺 5000-4800                                                                       | 仰韶(早) 棗園 5000-4300               | 仰韶(早) 下王崗 5000-4000                             | 仰韶(早) 下王崗 5000-4000                                                       | 上宅 5300-4700                                                                                         | 北辛 (青蓮崗) 5400-4400                                                                                | 北辛 (青蓮崗) 5400-4400                                                                                | 北辛 (青蓮崗) 5400-4400                                                                                | | 高廟 5800-5000 皂市下層 5500-4800 湯家崗 5000-4000                                                     |                                                                       | 城背溪 6500-5000                                      | 城背溪 6500-5000                          | 李家村 5000-4800               | 源自 李家村                                  |                                                         |                                                            | 跨湖橋 6000-5000                                           | 跨湖橋 6000-5000 | 龍虬莊 5000-3000 北陰陽營 4000-3000                                             | 雙墩、 侯家寨 5300-4500                                                         |                                 |                                                                                   |                                 | 頂螄山 6000-5000           | 甑皮岩 五期 類文化 6200-5000                      | 受湖南影響                                                          | 受湖南影響                                                          |                                          |                           | 復國墩 6000-4000                   |                                          |                                         |
| 5.9千年         | 新 石 器 晚 期    |                                                        | 网纹陶 5000-3000 哈伊廷 绳纹陶 6000-3000 卡扎钦斯克 5500-3200 波索尔 4600-2500 | 塔木察格 布拉格 6000-4300                                        | 新开流 5500-4550                                           |                                                   | 左家山下層 5000-4500                                           | 新樂下層 5300-4800                                                                        | 趙寶溝 5400-4700 富河 5400-4700                                                                         | 上宅 5300-4700                                                          | 仰韶(早) 红台坡下 5000-4300            | 仰韶(早) 红台坡下 5000-4300             |                                                         |                                                                 |                                                                      |                                                                                    |                                     | 仰韶(早) 半坡 4900-3800 仰韶(早) 史家 4900-3800                                                         | 仰韶(早) 半坡 4900-3800 仰韶(早) 史家 4900-3800       | 仰韶(早) 半坡 4900-3800 仰韶(早) 史家 4900-3800                | 仰韶(早) 半坡 4900-3800 仰韶(早) 史家 4900-3800                                        | 仰韶(早) 棗園 5000-4300               | 仰韶(早) 下王崗 5000-4000                             | 仰韶(早) 下王崗 5000-4000                                                       | 上宅 5300-4700                                                                                         | 北辛 (青蓮崗) 5400-4400                                                                                | 北辛 (青蓮崗) 5400-4400                                                                                | 北辛 (青蓮崗) 5400-4400                                                                                | 白石村 4900-4300                                                                                       | 高廟 5800-5000 皂市下層 5500-4800 湯家崗 5000-4000                                                     | 邊畈 4900-4000 油子嶺 4000-3600                                       | 柳林溪 5000-4400                                      | 柳林溪 5000-4400                          | 李家村 5000-4800               | 中子鋪 4780-4000                             |                                                         |                                                            | 河姆渡 5000-3300                                           | 馬家浜 5000-4000 駱駝墩 ?-?                                                                                          | 龍虬莊 5000-3000 北陰陽營 4000-3000                                             | 雙墩、 侯家寨 5300-4500                                                         |                                 |                                                                                   |                                 |                            |                                                   | 咸頭嶺 5000-4000                                                    | 咸頭嶺 5000-4000                                                    |                                          |                           | 復國墩 6000-4000                   |                                          |                                         |
|                 | 新 石 器 晚 期    |                                                        | 网纹陶 5000-3000 哈伊廷 绳纹陶 6000-3000 卡扎钦斯克 5500-3200 波索尔 4600-2500 | 塔木察格 布拉格 6000-4300                                        | 新开流 5500-4550                                           | 小珠山 下層 5000-4000                             | 左家山下層 5000-4500                                           |                                                                                           | 趙寶溝 5400-4700 富河 5400-4700                                                                         |                                                                         | 仰韶(早) 红台坡下 5000-4300            | 仰韶(早) 红台坡下 5000-4300             |                                                         |                                                                 |                                                                      |                                                                                    |                                     | 仰韶(早) 半坡 4900-3800 仰韶(早) 史家 4900-3800                                                         | 仰韶(早) 半坡 4900-3800 仰韶(早) 史家 4900-3800       | 仰韶(早) 半坡 4900-3800 仰韶(早) 史家 4900-3800                | 仰韶(早) 半坡 4900-3800 仰韶(早) 史家 4900-3800                                        | 仰韶(早) 棗園 5000-4300               | 仰韶(早) 下王崗 5000-4000                             | 仰韶(早) 下王崗 5000-4000                                                       | | 北辛 (青蓮崗) 5400-4400                                                                                | 北辛 (青蓮崗) 5400-4400                                                                                | 北辛 (青蓮崗) 5400-4400                                                                                | 白石村 4900-4300                                                                                       | 高廟 5800-5000 皂市下層 5500-4800 湯家崗 5000-4000                                                     | 邊畈 4900-4000 油子嶺 4000-3600                                       | 柳林溪 5000-4400                                      | 柳林溪 5000-4400                          |                                | 中子鋪 4780-4000                             |                                                         |                                                            | 河姆渡 5000-3300                                           | 馬家浜 5000-4000 駱駝墩 ?-?                                                                                          | 龍虬莊 5000-3000 北陰陽營 4000-3000                                             | 雙墩、 侯家寨 5300-4500                                                         |                                 |                                                                                   |                                 |                            |                                                   | 咸頭嶺 5000-4000                                                    | 咸頭嶺 5000-4000                                                    |                                          |                           | 復國墩 6000-4000                   |                                          |                                         |
| 4500            | 新 石 器 晚 期    |                                                        | 网纹陶 5000-3000 哈伊廷 绳纹陶 6000-3000 卡扎钦斯克 5500-3200 波索尔 4600-2500 | 塔木察格 布拉格 6000-4300                                        | 小南山 4500-4000 振兴 4500-4000                            | 后洼下层 4500-4000                                | 左家山中層 4500-4000 小拉哈一 4500-4000                        |                                                                                           | 趙寶溝 5400-4700 富河 5400-4700                                                                         | 仰韶(早) 後崗一 4500-3800                                               | 仰韶(早) 红台坡下 5000-4300            | 仰韶(早) 红台坡下 5000-4300             |                                                         |                                                                 |                                                                      |                                                                                    | 仰韶(早) 後崗一 4500-3800           | 仰韶(早) 半坡 4900-3800 仰韶(早) 史家 4900-3800                                                         | 仰韶(早) 半坡 4900-3800 仰韶(早) 史家 4900-3800       | 仰韶(早) 半坡 4900-3800 仰韶(早) 史家 4900-3800                | 仰韶(早) 半坡 4900-3800 仰韶(早) 史家 4900-3800                                        | 仰韶(早) 棗園 5000-4300               | 仰韶(早) 下王崗 5000-4000                             | 仰韶(早) 下王崗 5000-4000                                                       | | 北辛 (青蓮崗) 5400-4400                                                                                | 北辛 (青蓮崗) 5400-4400                                                                                | 北辛 (青蓮崗) 5400-4400                                                                                | 白石村 4900-4300                                                                                       | 高廟 5800-5000 皂市下層 5500-4800 湯家崗 5000-4000                                                     | 邊畈 4900-4000 油子嶺 4000-3600                                       | 柳林溪 5000-4400                                      | 柳林溪 5000-4400                          |                                | 中子鋪 4780-4000                             |                                                         |                                                            | 河姆渡 5000-3300                                           | 馬家浜 5000-4000 駱駝墩 ?-?                                                                                          | 龍虬莊 5000-3000 北陰陽營 4000-3000                                             | 雙墩、 侯家寨 5300-4500                                                         |                                 |                                                                                   |                                 |                            |                                                   | 咸頭嶺 5000-4000                                                    | 咸頭嶺 5000-4000                                                    |                                          | 大坌坑 4500-2200          | 大坌坑 4500-2200                   |                                          |                                         |
|                 | 新 石 器 晚 期    |                                                        | 网纹陶 5000-3000 哈伊廷 绳纹陶 6000-3000 卡扎钦斯克 5500-3200 波索尔 4600-2500 | 塔木察格 布拉格 6000-4300                                        | 小南山 4500-4000 振兴 4500-4000                            | 后洼下层 4500-4000                                | 左家山中層 4500-4000 小拉哈一 4500-4000                        | 紅山 4500-2900                                                                            | 紅山 4500-2900                                                                                          | 仰韶(早) 後崗一 4500-3800                                               | 仰韶(早) 红台坡下 5000-4300            | 仰韶(早) 红台坡下 5000-4300             |                                                         |                                                                 |                                                                      |                                                                                    | 仰韶(早) 後崗一 4500-3800           | 仰韶(早) 半坡 4900-3800 仰韶(早) 史家 4900-3800                                                         | 仰韶(早) 半坡 4900-3800 仰韶(早) 史家 4900-3800       | 仰韶(早) 半坡 4900-3800 仰韶(早) 史家 4900-3800                | 仰韶(早) 半坡 4900-3800 仰韶(早) 史家 4900-3800                                        | 仰韶(早) 棗園 5000-4300               | 仰韶(早) 下王崗 5000-4000                             | 仰韶(早) 下王崗 5000-4000                                                       | 大汶口(早) 劉林 4300-3500                                                                              | 大汶口(早) 劉林 4300-3500                                                                              | 大汶口(早) 王因 4300-3500                                                                              | 大溪 4400-3300                                                                                         | 大溪 4400-3300                                                                                         | 高廟 5800-5000 皂市下層 5500-4800 湯家崗 5000-4000                                                     | 邊畈 4900-4000 油子嶺 4000-3600                                       |                                                       |                                           |                                | 中子鋪 4780-4000                             |                                                         |                                                            | 河姆渡 5000-3300                                           | 馬家浜 5000-4000 駱駝墩 ?-?                                                                                          | 龍虬莊 5000-3000 北陰陽營 4000-3000                                             | 雙墩、 侯家寨 5300-4500                                                         |                                 |                                                                                   |                                 |                            |                                                   | 咸頭嶺 5000-4000                                                    | 咸頭嶺 5000-4000                                                    |                                          | 大坌坑 4500-2200          | 大坌坑 4500-2200                   |                                          |                                         |
|                 | 新 石 器 晚 期    |                                                        | 网纹陶 5000-3000 哈伊廷 绳纹陶 6000-3000 卡扎钦斯克 5500-3200 波索尔 4600-2500 |                                                                  | 小南山 4500-4000 振兴 4500-4000                            | 后洼下层 4500-4000                                | 左家山中層 4500-4000 小拉哈一 4500-4000                        | 紅山 4500-2900                                                                            | 紅山 4500-2900                                                                                          | 仰韶(早) 後崗一 4500-3800                                               | 仰韶(早) 王墓山 4200-4000              | 仰韶(早) 王墓山 4200-4000               |                                                         |                                                                 |                                                                      |                                                                                    | 仰韶(早) 後崗一 4500-3800           | 仰韶(早) 半坡 4900-3800 仰韶(早) 史家 4900-3800                                                         | 仰韶(早) 半坡 4900-3800 仰韶(早) 史家 4900-3800       | 仰韶(早) 半坡 4900-3800 仰韶(早) 史家 4900-3800                | 仰韶(早) 半坡 4900-3800 仰韶(早) 史家 4900-3800                                        | 仰韶(早) 半坡 史家                    | 仰韶(早) 下王崗 5000-4000                             | 仰韶(早) 下王崗 5000-4000                                                       | 大汶口(早) 劉林 4300-3500                                                                              | 大汶口(早) 劉林 4300-3500                                                                              | 大汶口(早) 王因 4300-3500                                                                              | 大溪 4400-3300                                                                                         | 大溪 4400-3300                                                                                         | 高廟 5800-5000 皂市下層 5500-4800 湯家崗 5000-4000                                                     | 邊畈 4900-4000 油子嶺 4000-3600                                       |                                                       |                                           |                                | 中子鋪 4780-4000                             |                                                         |                                                            | 河姆渡 5000-3300                                           | 馬家浜 5000-4000 駱駝墩 ?-?                                                                                          | 龍虬莊 5000-3000 北陰陽營 4000-3000                                             | 雙墩、 侯家寨 5300-4500                                                         |                                 |                                                                                   |                                 |                            |                                                   | 咸頭嶺 5000-4000                                                    | 咸頭嶺 5000-4000                                                    |                                          | 大坌坑 4500-2200          | 大坌坑 4500-2200                   |                                          |                                         |
| 4000            | 新 石 器 晚 期    |                                                        | 网纹陶 5000-3000 哈伊廷 绳纹陶 6000-3000 卡扎钦斯克 5500-3200 波索尔 4600-2500 |                                                                  | 小南山 4500-4000 振兴 4500-4000                            | 后洼下层 4500-4000                                | 左家山中層 4500-4000 小拉哈一 4500-4000                        | 紅山 4500-2900                                                                            | 紅山 4500-2900                                                                                          | 仰韶(早) 後崗一 4500-3800                                               | 仰韶(早) 王墓山 4200-4000              | 仰韶(早) 王墓山 4200-4000               |                                                         |                                                                 |                                                                      |                                                                                    | 仰韶(早) 後崗一 4500-3800           | 仰韶(早) 半坡 4900-3800 仰韶(早) 史家 4900-3800                                                         | 仰韶(早) 半坡 4900-3800 仰韶(早) 史家 4900-3800       | 仰韶(早) 半坡 4900-3800 仰韶(早) 史家 4900-3800                | 仰韶(早) 半坡 4900-3800 仰韶(早) 史家 4900-3800                                        | 仰韶(早) 半坡 史家                    | 仰韶(早) 下王崗 5000-4000                             | 仰韶(早) 下王崗 5000-4000                                                       | 大汶口(早) 劉林 4300-3500                                                                              | 大汶口(早) 劉林 4300-3500                                                                              | 大汶口(早) 王因 4300-3500                                                                              | 大溪 4400-3300                                                                                         | 大溪 4400-3300                                                                                         | 高廟 5800-5000 皂市下層 5500-4800 湯家崗 5000-4000                                                     | 邊畈 4900-4000 油子嶺 4000-3600                                       | 大汶口(早) 紫荊山 4300-3500                           |                                           |                                | 中子鋪 4780-4000                             |                                                         | 凌家灘 4000-3300                                           | 河姆渡 5000-3300                                           | 馬家浜 5000-4000 駱駝墩 ?-?                                                                                          | 龍虬莊 5000-3000 北陰陽營 4000-3000                                             | 黄鳝嘴 (孫家城) 3800-3500                                                       |                                 |                                                                                   |                                 |                            |                                                   | 咸頭嶺 5000-4000                                                    | 咸頭嶺 5000-4000                                                    |                                          | 大坌坑 4500-2200          | 大坌坑 4500-2200                   |                                          |                                         |
|                 | 新 石 器 晚 期    |                                                        | 网纹陶 5000-3000 哈伊廷 绳纹陶 6000-3000 卡扎钦斯克 5500-3200 波索尔 4600-2500 |                                                                  | 亞布力 4000-3500                                           | 江口 4000-3000 后洼上层 3500-2800 興城 3000-2500  |                                                                | 紅山 4500-2900                                                                            | 紅山 4500-2900                                                                                          | 小珠山 中層 4000-3000                                                   | 仰韶(中) 廟底溝 3900-3400 白泥窯子 ?-? | 仰韶(中) 廟底溝 3900-3400 白泥窯子 ?-?  | 仰韶(中) 廟底溝 3900-3400 白泥窯子 ?-?                  |                                                                 |                                                                      |                                                                                    | 仰韶(早) 後崗一 4500-3800           | | 仰韶(中) 廟底溝 3900-3400                             | 仰韶(中) 廟底溝 3900-3400                                      | 仰韶(中) 廟底溝 3900-3400                                                              | 仰韶(中) 廟底溝 3900-3400             | 仰韶(中) 廟底溝 3900-3400                             | 仰韶(中) 廟底溝 3900-3400                                                       | 仰韶(中) 廟底溝 3900-3400                                                                              | 大汶口(早) 劉林 4300-3500                                                                              | 大汶口(早) 王因 4300-3500                                                                              | 大溪 4400-3300                                                                                         | 大溪 4400-3300                                                                                         | 大溪 4400-3300                                                                                         | 邊畈 4900-4000 油子嶺 4000-3600                                       | 大汶口(早) 紫荊山 4300-3500                           |                                           |                                |                                              |                                                         | 凌家灘 4000-3300                                           | 河姆渡 5000-3300                                           | 崧澤 3900-3300 | 龍虬莊 5000-3000 北陰陽營 4000-3000                                             | 黄鳝嘴 (孫家城) 3800-3500                                                       |                                 |                                                                                   |                                 |                            |                                                   | 古椰 （西樵山） 4000-3000 大灣 (金蘭寺、 萬福庵、 蜆殼洲) 4000-3000 |                                                                     | 殼丘頭 4000-3000                         | 大坌坑 4500-2200          | 大坌坑 4500-2200                   | 陳橋 4000-3500                           |                                         |
|                 | 新 石 器 晚 期    |                                                        | 网纹陶 5000-3000 哈伊廷 绳纹陶 6000-3000 卡扎钦斯克 5500-3200 波索尔 4600-2500 |                                                                  | 亞布力 4000-3500                                           | 江口 4000-3000 后洼上层 3500-2800 興城 3000-2500  |                                                                | 紅山 4500-2900                                                                            | 紅山 4500-2900                                                                                          | 小珠山 中層 4000-3000                                                   | 廟子溝 (海生不浪) 3700-2800            | 廟子溝 (海生不浪) 3700-2800             | 義井 3400-2800                                          |                                                                 |                                                                      |                                                                                    |                                     | 仰韶(中) 廟底溝                                                                                         | 仰韶(中) 廟底溝 3900-3400                             | 仰韶(中) 廟底溝 3900-3400                                      | 仰韶(中) 廟底溝 3900-3400                                                              | 仰韶(中) 廟底溝 3900-3400             | 仰韶(中) 廟底溝 3900-3400                             | 仰韶(中) 廟底溝 3900-3400                                                       | 仰韶(中) 廟底溝 3900-3400                                                                              | 大汶口(早) 劉林 4300-3500                                                                              | 大汶口(早) 王因 4300-3500                                                                              | 大溪 4400-3300                                                                                         | 大溪 4400-3300                                                                                         | 大溪 4400-3300                                                                                         | 屈家嶺 3600-3200                                                      | 大汶口(早) 紫荊山 4300-3500                           |                                           |                                |                                              |                                                         | 凌家灘 4000-3300                                           | 河姆渡 5000-3300                                           | 崧澤 3900-3300 | 龍虬莊 5000-3000 北陰陽營 4000-3000                                             | 黄鳝嘴 (孫家城) 3800-3500                                                       |                                 |                                                                                   |                                 |                            |                                                   | 古椰 （西樵山） 4000-3000 大灣 (金蘭寺、 萬福庵、 蜆殼洲) 4000-3000 |                                                                     | 殼丘頭 4000-3000                         | 大坌坑 4500-2200          | 大坌坑 4500-2200                   | 陳橋 4000-3500                           |                                         |
| 3500            | 新 石 器 晚 期    |                                                        | 网纹陶 5000-3000 哈伊廷 绳纹陶 6000-3000 卡扎钦斯克 5500-3200 波索尔 4600-2500 |                                                                  | 亞布力 4000-3500                                           | 江口 4000-3000 后洼上层 3500-2800 興城 3000-2500  | 左家山上層 3500-2500                                           | 紅山 4500-2900                                                                            | 紅山 4500-2900                                                                                          | 小珠山 中層 4000-3000                                                   | 廟子溝 (海生不浪) 3700-2800            | 廟子溝 (海生不浪) 3700-2800             | 義井 3400-2800                                          |                                                                 |                                                                      |                                                                                    |                                     | 仰韶(中) 廟底溝                                                                                         | 馬家窯 石嶺下 3600-3300                               | 馬家窯 石嶺下 3600-3300                                        | 仰韶(中) 廟底溝 3900-3400                                                              | 仰韶(中) 廟底溝 3900-3400             | 仰韶(中) 廟底溝 3900-3400                             | 仰韶(中) 廟底溝 3900-3400                                                       | 仰韶(中) 廟底溝 3900-3400                                                                              | 大汶口 (中晚) 花廳、 尉遲寺 3500-2400                                                                  | 大汶口 (中晚) 花廳、 尉遲寺 3500-2400                                                                  | 大溪 4400-3300                                                                                         | 大溪 4400-3300                                                                                         | 大溪 4400-3300                                                                                         | 屈家嶺 3600-3200                                                      | 大汶口 (中晚) 大汶口、 陵陽河、 尚莊、 五村 3500-2400 | 大汶口 (中晚) 三里河、 北莊 3500-2400     |                                | 源自 馬家窯                                  |                                                         | 凌家灘 4000-3300                                           | 河姆渡 5000-3300                                           | 崧澤 3900-3300 | 龍虬莊 5000-3000 北陰陽營 4000-3000                                             |                                                                                 | 薛家崗 3500-2800                | 薛家崗 3500-2800                                                                  |                                 |                            |                                                   | 古椰 （西樵山） 4000-3000 大灣 (金蘭寺、 萬福庵、 蜆殼洲) 4000-3000 |                                                                     | 殼丘頭 4000-3000                         | 大坌坑 4500-2200          | 大坌坑 4500-2200                   | 陳橋 4000-3500                           |                                         |
|                 | 銅 石 並 用 時 期 |                                                        | 网纹陶 5000-3000 哈伊廷 绳纹陶 6000-3000 卡扎钦斯克 5500-3200 波索尔 4600-2500 |                                                                  | 哈克 3500-2000 莺歌岭 下层 3000-2000 石灰场 下层 2500-2000 | 江口 4000-3000 后洼上层 3500-2800 興城 3000-2500  | 左家山上層 3500-2500                                           | 紅山 4500-2900                                                                            | 紅山 4500-2900                                                                                          | 小珠山 中層 4000-3000                                                   | 廟子溝 (海生不浪) 3700-2800            | 廟子溝 (海生不浪) 3700-2800             | 義井 3400-2800                                          |                                                                 |                                                                      |                                                                                    |                                     | 仰韶(晚) 西王村 3600-2900                                                                               | 仰韶(晚) 西王村 3600-2900                             | 仰韶(晚) 西王村 3600-2900                                      | 仰韶(晚) 秦王寨 (大河村) 3500-2700                                                     | 仰韶(晚) 秦王寨 (大河村) 3500-2700    | 仰韶(晚) 大司空村 3500-2900                           |                                                                                 | 營盤山 3300-2600                                                                                       | 大汶口 (中晚) 花廳、 尉遲寺 3500-2400                                                                  | 大汶口 (中晚) 花廳、 尉遲寺 3500-2400                                                                  | 大溪 4400-3300                                                                                         | 大溪 4400-3300                                                                                         | 大溪 4400-3300                                                                                         | 屈家嶺 3600-3200                                                      | 大汶口 (中晚) 大汶口、 陵陽河、 尚莊、 五村 3500-2400 | 大汶口 (中晚) 三里河、 北莊 3500-2400     |                                | 卡若 3300-2100                               |                                                         | 凌家灘 4000-3300                                           | 河姆渡 5000-3300                                           | 崧澤 3900-3300 | 龍虬莊 5000-3000 北陰陽營 4000-3000                                             |                                                                                 | 薛家崗 3500-2800                | 薛家崗 3500-2800                                                                  |                                 |                            |                                                   | 古椰 （西樵山） 4000-3000 大灣 (金蘭寺、 萬福庵、 蜆殼洲) 4000-3000 |                                                                     | 殼丘頭 4000-3000                         | 大坌坑 4500-2200          | 大坌坑 4500-2200                   |                                          |                                         |
|                 | 銅 石 並 用 時 期 |                                                        | 网纹陶 5000-3000 哈伊廷 绳纹陶 6000-3000 卡扎钦斯克 5500-3200 波索尔 4600-2500 |                                                                  | 哈克 3500-2000 莺歌岭 下层 3000-2000 石灰场 下层 2500-2000 | 江口 4000-3000 后洼上层 3500-2800 興城 3000-2500  | 左家山上層 3500-2500                                           | 紅山 4500-2900                                                                            | 紅山 4500-2900                                                                                          | 小珠山 中層 4000-3000                                                   | 廟子溝 (海生不浪) 3700-2800            | 廟子溝 (海生不浪) 3700-2800             | 義井 3400-2800                                          |                                                                 |                                                                      |                                                                                    |                                     | 仰韶(晚) 西王村 3600-2900                                                                               | 仰韶(晚) 西王村 3600-2900                             | 仰韶(晚) 西王村 3600-2900                                      | 仰韶(晚) 秦王寨 (大河村) 3500-2700                                                     | 仰韶(晚) 秦王寨 (大河村) 3500-2700    | 仰韶(晚) 大司空村 3500-2900                           | 屈家嶺 3200-2800                                                                | 屈家嶺 3200-2800                                                                                       | 屈家嶺 3200-2800                                                                                       | 大汶口 (中晚) 花廳、 尉遲寺 3500-2400                                                                  | 峽江晚期 (魏家梁子、 老關廟、 甘井溝、 (哨棚嘴) ?-?                                                    | | | 良渚 3200-2000                                                        | 良渚 3200-2000                                        | 大汶口 (中晚) 三里河、 北莊 3500-2400     | 拾年山 3200-2300               | 卡若 3300-2100                               |                                                         | 凌家灘 4000-3300                                           |                                                            | | 龍虬莊 5000-3000 北陰陽營 4000-3000                                             |                                                                                 | 薛家崗 3500-2800                | 薛家崗 3500-2800                                                                  |                                 |                            |                                                   | 古椰 （西樵山） 4000-3000 大灣 (金蘭寺、 萬福庵、 蜆殼洲) 4000-3000 |                                                                     | 殼丘頭 4000-3000                         | 大坌坑 4500-2200          | 大坌坑 4500-2200                   |                                          |                                         |
| 3000            | 銅 石 並 用 時 期 |                                                        | 网纹陶 5000-3000 哈伊廷 绳纹陶 6000-3000 卡扎钦斯克 5500-3200 波索尔 4600-2500 |                                                                  | 哈克 3500-2000 莺歌岭 下层 3000-2000 石灰场 下层 2500-2000 | 江口 4000-3000 后洼上层 3500-2800 興城 3000-2500  | 左家山上層 3500-2500                                           | 紅山 4500-2900                                                                            | 紅山 4500-2900                                                                                          | 小珠山 上層 3000-2500                                                   | 廟子溝 (海生不浪) 3700-2800            | 廟子溝 (海生不浪) 3700-2800             | 義井 3400-2800                                          | (西伯利亚 、中亚移入) 阿凡納謝沃 2900-2500 切木爾切克 3000-1500 |                                                                      |                                                                                    | 馬家窯 3300-2700 宗日 3800-2000     | 馬家窯 3300-2700 宗日 3800-2000                                                                         | 馬家窯 3300-2700 宗日 3800-2000                       | 仰韶(晚) 西王村 3600-2900                                      | 仰韶(晚) 秦王寨 (大河村) 3500-2700                                                     | 仰韶(晚) 秦王寨 (大河村) 3500-2700    | 仰韶(晚) 大司空村 3500-2900                           | 屈家嶺 3200-2800                                                                | 屈家嶺 3200-2800                                                                                       | 屈家嶺 3200-2800                                                                                       | 大汶口 (中晚) 花廳、 尉遲寺 3500-2400                                                                  | 峽江晚期 (魏家梁子、 老關廟、 甘井溝、 (哨棚嘴) ?-?                                                    | | | 良渚 3200-2000                                                        | 良渚 3200-2000                                        | 大汶口 (中晚) 三里河、 北莊 3500-2400     | 拾年山 3200-2300               | 卡若 3300-2100                               |                                                         | 凌家灘 4000-3300                                           |                                                            | | 龍虬莊 5000-3000 北陰陽營 4000-3000                                             |                                                                                 | 薛家崗 3500-2800                | 薛家崗 3500-2800                                                                  |                                 |                            |                                                   | 古椰 （西樵山） 4000-3000 大灣 (金蘭寺、 萬福庵、 蜆殼洲) 4000-3000 |                                                                     | 殼丘頭 4000-3000                         | 大坌坑 4500-2200          | 大坌坑 4500-2200                   |                                          |                                         |
|                 | 銅 石 並 用 時 期 |                                                        | 网纹陶 5000-3000 哈伊廷 绳纹陶 6000-3000 卡扎钦斯克 5500-3200 波索尔 4600-2500 |                                                                  | 哈克 3500-2000 莺歌岭 下层 3000-2000 石灰场 下层 2500-2000 | 江口 4000-3000 后洼上层 3500-2800 興城 3000-2500  | 左家山上層 3500-2500                                           | 小河沿 3000-2500                                                                          | 雪山一 3000-2300                                                                                        | 小珠山 上層 3000-2500                                                   | 阿善 2800-2500                         | 阿善 2800-2500                          | 白燕一期 2800-2500                                      | (西伯利亚 、中亚移入) 阿凡納謝沃 2900-2500 切木爾切克 3000-1500 |                                                                      |                                                                                    | 馬家窯 3300-2700 宗日 3800-2000     | 馬家窯 3300-2700 宗日 3800-2000                                                                         | 馬家窯 3300-2700 宗日 3800-2000                       | 仰韶(晚) 西王村 3600-2900                                      | 仰韶(晚) 秦王寨 (大河村) 3500-2700                                                     | 仰韶(晚) 秦王寨 (大河村) 3500-2700    | 仰韶(晚) 大司空村 3500-2900                           | 屈家嶺 3200-2800                                                                | 屈家嶺 3200-2800                                                                                       | 屈家嶺 3200-2800                                                                                       | 大汶口 (中晚) 花廳、 尉遲寺 3500-2400                                                                  | 峽江晚期 (魏家梁子、 老關廟、 甘井溝、 (哨棚嘴) ?-?                                                    | | | 良渚 3200-2000                                                        | 良渚 3200-2000                                        | 大汶口 (中晚) 三里河、 北莊 3500-2400     | 拾年山 3200-2300               | 卡若 3300-2100                               | 點將台 {吳越族?、 塗山氏?、 防風氏 (汪芒氏)?} 3000-1500 | 張四墩 2800-2400                                           | 張四墩 2800-2400                                           | 山背 3000-2500 | 石峽 3000-2000 大龙潭 2100-2000                                                 | 石峽 3000-2000 大龙潭 2100-2000                                                 | 石峽 3000-2000 大龙潭 2100-2000 | 橫嶺 3050-2750 涌浪 (涌浪、 圓洲、 寶鏡灣) 3000-2000 虎頭埔 ?-? 村頭 ?-? 圍嶺 ?-? | 牛鼻山 3000-2000                | 曇石山 3000-2000           | 庵山一期 庵山二期 3050-1050                       |                                                                     |                                                                     |                                          | 大坌坑 4500-2200          | 大坌坑 4500-2200                   |                                          |                                         |
|                 | 銅 石 並 用 時 期 |                                                        | 网纹陶 5000-3000 哈伊廷 绳纹陶 6000-3000 卡扎钦斯克 5500-3200 波索尔 4600-2500 |                                                                  | 哈克 3500-2000 莺歌岭 下层 3000-2000 石灰场 下层 2500-2000 | 江口 4000-3000 后洼上层 3500-2800 興城 3000-2500  | 左家山上層 3500-2500                                           | 小河沿 3000-2500                                                                          | 雪山一 3000-2300                                                                                        | 小珠山 上層 3000-2500                                                   | 阿善 2800-2500                         | 阿善 2800-2500                          | 白燕一期 2800-2500                                      | (西伯利亚 、中亚移入) 阿凡納謝沃 2900-2500 切木爾切克 3000-1500 |                                                                      |                                                                                    | 馬家窯 半山 2700-2300               | 馬家窯 半山 2700-2300                                                                                   | 菜園 3000-2200                                        |                                                                |                                                                                        | 廟底溝二 (仰韶龍山過渡期) 2800-2300   | 廟底溝二 (仰韶龍山過渡期) 2800-2300                   | 廟底溝二 (仰韶龍山過渡期) 2800-2300                                             | | 石家河 {三苗?} (青龍泉、湖北龍山) 2800-2300                                                            | 石家河 {三苗?} (青龍泉、湖北龍山) 2800-2300                                                            | 石家河 {三苗?} (青龍泉、湖北龍山) 2800-2300                                                            | | | 良渚 3200-2000                                                        | 良渚 3200-2000                                        | 大汶口 (中晚) 三里河、 北莊 3500-2400     | 拾年山 3200-2300               | 卡若 3300-2100                               | 點將台 {吳越族?、 塗山氏?、 防風氏 (汪芒氏)?} 3000-1500 | 張四墩 2800-2400                                           | 張四墩 2800-2400                                           | 山背 3000-2500 | 石峽 3000-2000 大龙潭 2100-2000                                                 | 石峽 3000-2000 大龙潭 2100-2000                                                 | 石峽 3000-2000 大龙潭 2100-2000 | 橫嶺 3050-2750 涌浪 (涌浪、 圓洲、 寶鏡灣) 3000-2000 虎頭埔 ?-? 村頭 ?-? 圍嶺 ?-? | 牛鼻山 3000-2000                | 曇石山 3000-2000           | 庵山一期 庵山二期 3050-1050                       |                                                                     |                                                                     |                                          | 大坌坑 4500-2200          | 大坌坑 4500-2200                   |                                          |                                         |
| 2500            | 銅 石 並 用 時 期 |                                                        | 谢洛夫 点状 篦纹陶 2500之前                                                    |                                                                  | 哈克 3500-2000 莺歌岭 下层 3000-2000 石灰场 下层 2500-2000 | 北沟 2700-2000 金谷 2500-2000                     | 昂昂溪 3000-2000                                               | 小河沿 3000-2500                                                                          | 雪山一 3000-2300                                                                                        | 偏堡子 3000-2200                                                        | 老虎山 永興店 2500-2000                | 老虎山 2500-2300                        | 老虎山 杏花村 2500-2200                                 | (西伯利亚 、中亚移入) 阿凡納謝沃 2900-2500 切木爾切克 3000-1500 |                                                                      | (西伯利亚 、中亚移入) 切木爾切克 2500-1800 天山北路 2000-1500                      | 馬家窯 半山 2700-2300               | 馬家窯 半山 2700-2300                                                                                   | 菜園 3000-2200                                        |                                                                | (石家河融入) 寶墩 (邊堆山) (蜀國蠶叢?) 2700-2000 魚鳧村 (過渡型) (蜀國柏灌?) 2000-1700 | 廟底溝二 (仰韶龍山過渡期) 2800-2300   | 廟底溝二 (仰韶龍山過渡期) 2800-2300                   | 廟底溝二 (仰韶龍山過渡期) 2800-2300                                             | | 石家河 {三苗?} (青龍泉、湖北龍山) 2800-2300                                                            | 石家河 {三苗?} (青龍泉、湖北龍山) 2800-2300                                                            | 石家河 {三苗?} (青龍泉、湖北龍山) 2800-2300                                                            | 良渚                                                                                                   | 廣富林 2500-1900                                                                                       | 圓山 2500-1100 芝山岩 1600-1000                                       | 牛罵頭 2550-1550 牛稠子 2550-1550                     | 大汶口 (中晚) 三里河、 北莊 3500-2400     | 拾年山 3200-2300               | 卡若 3300-2100                               | 點將台 {吳越族?、 塗山氏?、 防風氏 (汪芒氏)?} 3000-1500 | 張四墩 2800-2400                                           | 張四墩 2800-2400                                           | 山背 3000-2500 | 石峽 3000-2000 大龙潭 2100-2000                                                 | 石峽 3000-2000 大龙潭 2100-2000                                                 | 石峽 3000-2000 大龙潭 2100-2000 | 橫嶺 3050-2750 涌浪 (涌浪、 圓洲、 寶鏡灣) 3000-2000 虎頭埔 ?-? 村頭 ?-? 圍嶺 ?-? | 牛鼻山 3000-2000                | 曇石山 3000-2000           | 庵山一期 庵山二期 3050-1050                       |                                                                     |                                                                     |                                          |                           |                                    |                                          |                                         |
|                 | 銅 石 並 用 時 期 |                                                        |                                                                                |                                                                  | 哈克 3500-2000 莺歌岭 下层 3000-2000 石灰场 下层 2500-2000 | 北沟 2700-2000 金谷 2500-2000                     | 昂昂溪 3000-2000                                               | 夏家店下層 燕北(西遼河) {山戎?、薊?、 先商?、俞人?} 2500-1400 夏家店下層 壺流河 2500-1400 | 雪山一 3000-2300                                                                                        | 偏堡子 3000-2200                                                        | 老虎山 永興店 2500-2000                | 老虎山 2500-2300                        | 老虎山 杏花村 2500-2200                                 | (西伯利亚 、中亚移入) 阿凡納謝沃 2900-2500 切木爾切克 3000-1500 |                                                                      | (西伯利亚 、中亚移入) 切木爾切克 2500-1800 天山北路 2000-1500                      | 馬家窯 半山 2700-2300               | 馬家窯 半山 2700-2300                                                                                   | 源自廟底溝二 常山下层 2900-2400 齊家(早) 2400-2200    | 河南龍山 王油坊 (造律台) {舜?、 有虞氏? 2300-2000              | (石家河融入) 寶墩 (邊堆山) (蜀國蠶叢?) 2700-2000 魚鳧村 (過渡型) (蜀國柏灌?) 2000-1700 | 廟底溝二 (仰韶龍山過渡期) 2800-2300   | 廟底溝二 (仰韶龍山過渡期) 2800-2300                   | 廟底溝二 (仰韶龍山過渡期) 2800-2300                                             | 山東龍山 尹家城、城子崖、尧王庄、 姚官莊、杨家圈 {东夷?：太昊?、少昊?、 祝融?、羲和?、伯益?} 2400-1900 | 山東龍山 尹家城、城子崖、尧王庄、 姚官莊、杨家圈 {东夷?：太昊?、少昊?、 祝融?、羲和?、伯益?} 2400-1900 | 山東龍山 尹家城、城子崖、尧王庄、 姚官莊、杨家圈 {东夷?：太昊?、少昊?、 祝融?、羲和?、伯益?} 2400-1900 | 石家河 {三苗?} (青龍泉、湖北龍山) 2800-2300                                                            | 良渚                                                                                                   | 廣富林 2500-1900                                                                                       | 圓山 2500-1100 芝山岩 1600-1000                                       | 牛罵頭 2550-1550 牛稠子 2550-1550                     |                                           | 拾年山 3200-2300               | 卡若 3300-2100                               | 點將台 {吳越族?、 塗山氏?、 防風氏 (汪芒氏)?} 3000-1500 | 張四墩 2800-2400                                           | 張四墩 2800-2400                                           | | 石峽 3000-2000 大龙潭 2100-2000                                                 | 石峽 3000-2000 大龙潭 2100-2000                                                 | 石峽 3000-2000 大龙潭 2100-2000 | 橫嶺 3050-2750 涌浪 (涌浪、 圓洲、 寶鏡灣) 3000-2000 虎頭埔 ?-? 村頭 ?-? 圍嶺 ?-? | 牛鼻山 3000-2000                | 曇石山 3000-2000           | 庵山一期 庵山二期 3050-1050                       |                                                                     |                                                                     |                                          |                           |                                    |                                          |                                         |
| 4.2千年         | 銅 石 並 用 時 期 |                                                        |                                                                                |                                                                  | 哈克 3500-2000 莺歌岭 下层 3000-2000 石灰场 下层 2500-2000 | 北沟 2700-2000 金谷 2500-2000                     | 昂昂溪 3000-2000                                               | 夏家店下層 燕北(西遼河) {山戎?、薊?、 先商?、俞人?} 2500-1400 夏家店下層 壺流河 2500-1400 | 雪山二 2300-1900                                                                                        | 偏堡子 3000-2200                                                        | 老虎山 永興店 2500-2000                | 老虎山 石峁 2300-1800                   | 老虎山 游邀 ?-?                                         | (西伯利亚 、中亚移入) 阿凡納謝沃 2900-2500 切木爾切克 3000-1500 | 源自 切木爾切克                                                      | (西伯利亚 、中亚移入) 切木爾切克 2500-1800 天山北路 2000-1500                      | 馬家窯 馬廠 2300-2000               | 馬家窯 馬廠 2300-2000                                                                                   | 源自廟底溝二 常山下层 2900-2400 齊家(早) 2400-2200    | 河南龍山 王油坊 (造律台) {舜?、 有虞氏? 2300-2000              | (石家河融入) 寶墩 (邊堆山) (蜀國蠶叢?) 2700-2000 魚鳧村 (過渡型) (蜀國柏灌?) 2000-1700 | 陝西龍山 客省莊二 {有扈氏?} 2300-2000 | 陝西龍山 客省莊二 {有扈氏?} 2300-2000                 | 河南龍山 陶寺{堯?、 陶唐氏?} 2300-2000 河南龍山 三里橋 {舜?、 有虞氏? 2200-1700 | 山東龍山 尹家城、城子崖、尧王庄、 姚官莊、杨家圈 {东夷?：太昊?、少昊?、 祝融?、羲和?、伯益?} 2400-1900 | 山東龍山 尹家城、城子崖、尧王庄、 姚官莊、杨家圈 {东夷?：太昊?、少昊?、 祝融?、羲和?、伯益?} 2400-1900 | 山東龍山 尹家城、城子崖、尧王庄、 姚官莊、杨家圈 {东夷?：太昊?、少昊?、 祝融?、羲和?、伯益?} 2400-1900 | 河南龍山 谷水河(先夏?)、 王灣三{先夏?}、 王城崗{夏?} 2200-1700                                         | 河南龍山 谷水河(先夏?)、 王灣三{先夏?}、 王城崗{夏?} 2200-1700                                         | 廣富林 2500-1900                                                                                       | 圓山 2500-1100 芝山岩 1600-1000                                       | 牛罵頭 2550-1550 牛稠子 2550-1550                     | 河南龍山 (河北龍山) 後崗二{嚳?} 2200-1800 | 後石家河{三苗?} 2200-1900      | 後石家河{三苗?} 2200-1900                    | 後石家河{三苗?} 2200-1900                               | 張四墩 2800-2400                                           | 張四墩 2800-2400                                           | | 石峽 3000-2000 大龙潭 2100-2000                                                 | 石峽 3000-2000 大龙潭 2100-2000                                                 | 石峽 3000-2000 大龙潭 2100-2000 | 橫嶺 3050-2750 涌浪 (涌浪、 圓洲、 寶鏡灣) 3000-2000 虎頭埔 ?-? 村頭 ?-? 圍嶺 ?-? | 牛鼻山 3000-2000                | 曇石山 3000-2000           | 庵山一期 庵山二期 3050-1050                       |                                                                     | 錢山漾 2200-2000                                                    | 樊城堆 (筑衛城) 2300-1700                | 樊城堆 (筑衛城) 2300-1700 |                                    |                                          |                                         |
| 2000            | 銅 石 並 用 時 期 |                                                        | 乌斯特别 尔斯基 2000                                                           |                                                                  | 哈克 3500-2000 莺歌岭 下层 3000-2000 石灰场 下层 2500-2000 | 北沟 2700-2000 金谷 2500-2000                     | 昂昂溪 3000-2000                                               | 夏家店下層 燕北(西遼河) {山戎?、薊?、 先商?、俞人?} 2500-1400 夏家店下層 壺流河 2500-1400 | 雪山二 2300-1900                                                                                        | 偏堡子 3000-2200                                                        | 朱開溝 2200-1500                       | 老虎山 石峁 2300-1800                   | 老虎山 游邀 ?-?                                         | (西伯利亚 、中亚移入) 阿凡納謝沃 2900-2500 切木爾切克 3000-1500 | 小河 2000-1500                                                       | (西伯利亚 、中亚移入) 切木爾切克 2500-1800 天山北路 2000-1500                      | 齊家(中) 皇娘娘台 2200-1900         | 諾木洪 2195-1935                                                                                        | (客省莊二融入) 齊家(中) 西山坪 2200-1900              | 河南龍山 王油坊 (造律台) {舜?、 有虞氏? 2300-2000              | (石家河融入) 寶墩 (邊堆山) (蜀國蠶叢?) 2700-2000 魚鳧村 (過渡型) (蜀國柏灌?) 2000-1700 | 陝西龍山 客省莊二 {有扈氏?} 2300-2000 | 陝西龍山 客省莊二 {有扈氏?} 2300-2000                 | 河南龍山 陶寺{堯?、 陶唐氏?} 2300-2000 河南龍山 三里橋 {舜?、 有虞氏? 2200-1700 | 山東龍山 尹家城、城子崖、尧王庄、 姚官莊、杨家圈 {东夷?：太昊?、少昊?、 祝融?、羲和?、伯益?} 2400-1900 | 山東龍山 尹家城、城子崖、尧王庄、 姚官莊、杨家圈 {东夷?：太昊?、少昊?、 祝融?、羲和?、伯益?} 2400-1900 | 山東龍山 尹家城、城子崖、尧王庄、 姚官莊、杨家圈 {东夷?：太昊?、少昊?、 祝融?、羲和?、伯益?} 2400-1900 | 河南龍山 谷水河(先夏?)、 王灣三{先夏?}、 王城崗{夏?} 2200-1700                                         | 河南龍山 谷水河(先夏?)、 王灣三{先夏?}、 王城崗{夏?} 2200-1700                                         | 廣富林 2500-1900                                                                                       | 圓山 2500-1100 芝山岩 1600-1000                                       | 牛罵頭 2550-1550 牛稠子 2550-1550                     | 河南龍山 (河北龍山) 後崗二{嚳?} 2200-1800 | 後石家河 {三苗?}               | 王灣三 [先夏?] 2200-1700                     | 點將台 {吳越族?、 塗山氏?、 防風氏 (汪芒氏)?} 3000-1500 | 後石家河 {三苗?}                                           |                                                            | {百濮?} 白羊村 {哀牢?} 2200-2100 大墩子、禮州 {昆明夷?、 邛都?}、 2000-1000 滇池 {滇國?} ?-? 雞公山 {夜郎?} 1300-700 | 石峽 3000-2000 大龙潭 2100-2000                                                 | 石峽 3000-2000 大龙潭 2100-2000                                                 | 石峽 3000-2000 大龙潭 2100-2000 | 橫嶺 3050-2750 涌浪 (涌浪、 圓洲、 寶鏡灣) 3000-2000 虎頭埔 ?-? 村頭 ?-? 圍嶺 ?-? |                                 | 曇石山 3000-2000           | 庵山一期 庵山二期 3050-1050                       | 鬥雞台 斗鸡台、巢胡 {皋陶?、淮夷?、 英國?、六國?、 巢国?} 2400-1500 | 鬥雞台 斗鸡台、巢胡 {皋陶?、淮夷?、 英國?、六國?、 巢国?} 2400-1500 | 樊城堆 (筑衛城) 2300-1700                | 樊城堆 (筑衛城) 2300-1700 | 好川 2200-1700                     |                                          |                                         |
|                 | 夏?               |                                                        | 奧庫涅夫 2000? 格拉兹科沃 1800-1300 卡拉蘇克 1500-800                          |                                                                  |                                                            | 马城子 (庙后山) {濊貊?、 扶餘?、 高夷?} 1800-1100 | 白金宝 {肃慎?、 挹婁?} 1400-900 西團山 {濊貊?、 扶餘} 1300-200 | 夏家店下層 燕北(西遼河) {山戎?、薊?、 先商?、俞人?} 2500-1400 夏家店下層 壺流河 2500-1400 | 新樂上層 2000-1000 高台山 1700-1000 雙砣子一 2100-1900 雙砣子二 (源自岳石) 1900-1400 雙砣子三 1400-1050 | 夏家店 下層 燕南(大坨頭) {燕亳?、 有易氏? 孤竹?} 1800-1500              | 朱開溝 2200-1500                       | 老虎山 石峁 2300-1800                   | 白燕四 ?-? 東太堡 ?-?                                   | (西伯利亚 、中亚移入) 安德罗诺沃 1900-1000                      | 小河 2000-1500                                                       | (西伯利亚 、中亚移入) 切木爾切克 2500-1800 天山北路 2000-1500                      | 四壩 {羌戎?、 允姓 之戎?} 1950-1430 | 齊家(晚) 秦魏家 {羌戎?、 羌方?} 1900-1500                                                               | 齊家(晚) 磨溝 {羌戎?、 羌方?} 1900-1500               | 齊家(晚) 老牛坡 {有扈氏?}、 東龍山(夏?) 1900-1500 (融入二里頭) | (石家河融入) 寶墩 (邊堆山) (蜀國蠶叢?) 2700-2000 魚鳧村 (過渡型) (蜀國柏灌?) 2000-1700 | 二里頭 南沙村 {崇國?} 1800-1500       | 二里頭 東下馮{夏?}                                    | 新砦期{夏?}、 二里頭 {夏?} 1800-1500                                            | 二里頭 下王崗{夏?}、 大師姑 {顧國?、 豕韋?}                                                            | 下七垣 {先商} 1680-1500                                                                                | 二里頭 南關外{夏?}、 望京樓 {昆吾?}                                                                    | 岳石 安邱堌堆、尹家城、 郝家庄、照格庄、蘇北 {东夷?：有窮氏?、伯明氏?、 祝融?、羲和?、伯益?} 1900-1500 | 岳石 安邱堌堆、尹家城、 郝家庄、照格庄、蘇北 {东夷?：有窮氏?、伯明氏?、 祝融?、羲和?、伯益?} 1900-1500 | 岳石 安邱堌堆、尹家城、 郝家庄、照格庄、蘇北 {东夷?：有窮氏?、伯明氏?、 祝融?、羲和?、伯益?} 1900-1500 | 圓山 2500-1100 芝山岩 1600-1000                                       | 牛罵頭 2550-1550 牛稠子 2550-1550                     | {百濮、 三苗}                             | 二里頭 墓子崗 {夏?} 1800-1500  | 二里頭 荆南寺 {夏?}、 王树岗 {夏?} 1800-1500 | 點將台 {吳越族?、 塗山氏?、 防風氏 (汪芒氏)?} 3000-1500 | 古庸方城 {庸國}、 二里頭 辽瓦店子 {夏?}                    | 曲貢 {象雄?} 1750-1500                                     | {百濮?} 白羊村 {哀牢?} 2200-2100 大墩子、禮州 {昆明夷?、 邛都?}、 2000-1000 滇池 {滇國?} ?-? 雞公山 {夜郎?} 1300-700 | 馬橋 {吳越族?、 塗山氏?、 防風氏 (汪芒氏)?} 1800-1200                           | 馬橋 {吳越族?、 塗山氏?、 防風氏 (汪芒氏)?} 1800-1200                           | {百越、 古南越}                 | {百越、 古南越}                                                                   | {百越、 古南越}                 | 河宕 2200-1500             | 庵山一期 庵山二期 3050-1050                       | 鬥雞台 斗鸡台、巢胡 {皋陶?、淮夷?、 英國?、六國?、 巢国?} 2400-1500 | 鬥雞台 斗鸡台、巢胡 {皋陶?、淮夷?、 英國?、六國?、 巢国?} 2400-1500 | 樊城堆 (筑衛城) 2300-1700                | 樊城堆 (筑衛城) 2300-1700 | 好川 2200-1700                     | 黃瓜山 2350-1550 {百越?、 古閩?、 七閩?} |                                         |
|                 | 夏?               |                                                        | 奧庫涅夫 2000? 格拉兹科沃 1800-1300 卡拉蘇克 1500-800                          |                                                                  |                                                            | 马城子 (庙后山) {濊貊?、 扶餘?、 高夷?} 1800-1100 | 白金宝 {肃慎?、 挹婁?} 1400-900 西團山 {濊貊?、 扶餘} 1300-200 | 夏家店下層 燕北(西遼河) {山戎?、薊?、 先商?、俞人?} 2500-1400 夏家店下層 壺流河 2500-1400 | 新樂上層 2000-1000 高台山 1700-1000 雙砣子一 2100-1900 雙砣子二 (源自岳石) 1900-1400 雙砣子三 1400-1050 | 夏家店 下層 燕南(大坨頭) {燕亳?、 有易氏? 孤竹?} 1800-1500              | 朱開溝 {葷粥?} 2200-1500               | 朱開溝 {葷粥?} 2200-1500                | 白燕四 ?-? 東太堡 ?-?                                   | (西伯利亚 、中亚移入) 安德罗诺沃 1900-1000                      | 小河 2000-1500                                                       | (西伯利亚 、中亚移入) 切木爾切克 2500-1800 天山北路 2000-1500                      | 四壩 {羌戎?、 允姓 之戎?} 1950-1430 | 齊家(晚) 秦魏家 {羌戎?、 羌方?} 1900-1500                                                               | 齊家(晚) 磨溝 {羌戎?、 羌方?} 1900-1500               | 齊家(晚) 老牛坡 {有扈氏?}、 東龍山(夏?) 1900-1500 (融入二里頭) | (三星堆融入) 朝天嘴 1600-1400                                                          | 二里頭 南沙村 {崇國?} 1800-1500       | 二里頭 東下馮{夏?}                                    | 新砦期{夏?}、 二里頭 {夏?} 1800-1500                                            | 二里頭 下王崗{夏?}、 大師姑 {顧國?、 豕韋?}                                                            | 下七垣 {先商} 1680-1500                                                                                | 二里頭 南關外{夏?}、 望京樓 {昆吾?}                                                                    | 岳石 安邱堌堆、尹家城、 郝家庄、照格庄、蘇北 {东夷?：有窮氏?、伯明氏?、 祝融?、羲和?、伯益?} 1900-1500 | 岳石 安邱堌堆、尹家城、 郝家庄、照格庄、蘇北 {东夷?：有窮氏?、伯明氏?、 祝融?、羲和?、伯益?} 1900-1500 | 岳石 安邱堌堆、尹家城、 郝家庄、照格庄、蘇北 {东夷?：有窮氏?、伯明氏?、 祝融?、羲和?、伯益?} 1900-1500 | 圓山 2500-1100 芝山岩 1600-1000                                       | 牛罵頭 2550-1550 牛稠子 2550-1550                     | {百濮、 三苗}                             | 二里頭 墓子崗 {夏?} 1800-1500  | 二里頭 荆南寺 {夏?}、 王树岗 {夏?} 1800-1500 | 點將台 {吳越族?、 塗山氏?、 防風氏 (汪芒氏)?} 3000-1500 | 古庸方城 {庸國}、 二里頭 辽瓦店子 {夏?}                    | 曲貢 {象雄?} 1750-1500                                     | {百濮?} 白羊村 {哀牢?} 2200-2100 大墩子、禮州 {昆明夷?、 邛都?}、 2000-1000 滇池 {滇國?} ?-? 雞公山 {夜郎?} 1300-700 | 馬橋 {吳越族?、 塗山氏?、 防風氏 (汪芒氏)?} 1800-1200                           | 馬橋 {吳越族?、 塗山氏?、 防風氏 (汪芒氏)?} 1800-1200                           | {百越、 古南越}                 | {百越、 古南越}                                                                   | {百越、 古南越}                 | 河宕 2200-1500             | 庵山一期 庵山二期 3050-1050                       | 鬥雞台 斗鸡台、巢胡 {皋陶?、淮夷?、 英國?、六國?、 巢国?} 2400-1500 | 鬥雞台 斗鸡台、巢胡 {皋陶?、淮夷?、 英國?、六國?、 巢国?} 2400-1500 | 樊城堆 (筑衛城) 2300-1700                | 樊城堆 (筑衛城) 2300-1700 | 三星堆 {蜀國魚鳧?} 1700-1200       | 黃瓜山 2350-1550 {百越?、 古閩?、 七閩?} | 肩頭弄 2000-800 {百越?、 古閩?、 七閩?} |
| 1500            | 商                | 卡拉蘇克 1500-800 三道海子 (烏尤克) 1300-600           | 奧庫涅夫 2000? 格拉兹科沃 1800-1300 卡拉蘇克 1500-800                          | 烏蘭朱和 1500-1300                                               |                                                            | 马城子 (庙后山) {濊貊?、 扶餘?、 高夷?} 1800-1100 | 白金宝 {肃慎?、 挹婁?} 1400-900 西團山 {濊貊?、 扶餘} 1300-200 | 夏家店下層 燕北(西遼河) {山戎?、薊?、 先商?、俞人?} 2500-1400 夏家店下層 壺流河 2500-1400 | 新樂上層 2000-1000 高台山 1700-1000 雙砣子一 2100-1900 雙砣子二 (源自岳石) 1900-1400 雙砣子三 1400-1050 | 張家園 上層 (圍坊三) ?-? {孤竹?}                                        | 西岔 {匈奴?、 白羊?} ?-?               | 李家崖 {鬼方?、 葷粥?、 犬戎?} 1300-800 | 綏德-石樓 ?-? 光社 {基方?、 {土方?、 鬼方?、 𢀛方?} ?-? | (西伯利亚 、中亚移入) 安德罗诺沃 1900-1000                      | (西伯利亚 、中亚移入) 安德罗诺沃 1400-1000 尼雅北部 1500-1000        | 南灣 1500-800 亂雜崗子- 半截溝 1400-1000 石河子 水泥廠 1400-1000 焉不拉克 1300-500 | 四壩 {羌戎?、 允姓 之戎?} 1950-1430 | 辛店 {羌戎?、 西戎?} 辛店 山家頭 1400 辛店 姬家川 1400-1100 辛店 張家嘴類 1100-800 卡約 {羌戎?} 900-600 | 寺窪 {西戎?、 申戎?、 义渠?、 烏氏?、 朐衍?} 1000-750 | 劉家 {姜戎?} 1500-1300 郑家坡 {先周?} 1300-1100                | (三星堆融入) 朝天嘴 1600-1400                                                          | 二里崗 老牛坡 {崇國?} 1500-1100       | 二里崗 垣曲商城 {早商}                                | 二里崗 偃師商城 {早商}                                                          | 二里崗 鄭州商城{早中商} 1500-1300                                                                      | 二里崗 鄭州商城{早中商} 1500-1300                                                                      | 二里岗 皖西、 大城墩 {早商}                                                                            | 丘灣 (人方?、 徐夷?、 彭国?、 薛国?、 邳国} ?-?                                                        | 二里崗 大辛莊 {早中商} 1500-1300、 劉台子 {逄國?} ?-?                                                  | 膠東 {萊夷?、 嵎夷?} ?-?                                                                               | 圓山 2500-1100 芝山岩 1600-1000                                       | 牛罵頭 2550-1550 牛稠子 2550-1550                     | 铜鼓山 {親商} ?-?                         | 二里崗 盤龍城 {早商} 1500-1300 | 二里岗 荆南寺 {早商} 1500-1300               | 古庸方城 {庸國}、 {百濮?}                               | 湖熟、佘城                                                 | 曲貢 {象雄?} 1750-1500                                     | {百濮?} 白羊村 {哀牢?} 2200-2100 大墩子、禮州 {昆明夷?、 邛都?}、 2000-1000 滇池 {滇國?} ?-? 雞公山 {夜郎?} 1300-700 | 馬橋 {吳越族?、 塗山氏?、 防風氏 (汪芒氏)?} 1800-1200                           | 馬橋 {吳越族?、 塗山氏?、 防風氏 (汪芒氏)?} 1800-1200                           | {百越、 古南越}                 | {百越、 古南越}                                                                   | {百越、 古南越}                 | 河宕 2200-1500             | 庵山一期 庵山二期 3050-1050                       | 二里岗 皖西、 大城墩 {早商} 1500-1300                               | 吳城 {虎方?} 1700-1000                                              | 吳城 {虎方?} 1700-1000                   | 萬年 1500-1000            | 三星堆 {蜀國魚鳧?} 1700-1200       | 黃瓜山 2350-1550 {百越?、 古閩?、 七閩?} | 肩頭弄 2000-800 {百越?、 古閩?、 七閩?} |
|                 | 商                | 卡拉蘇克 1500-800 三道海子 (烏尤克) 1300-600           | 奧庫涅夫 2000? 格拉兹科沃 1800-1300 卡拉蘇克 1500-800                          | 烏蘭朱和 1500-1300                                               |                                                            | 马城子 (庙后山) {濊貊?、 扶餘?、 高夷?} 1800-1100 | 白金宝 {肃慎?、 挹婁?} 1400-900 西團山 {濊貊?、 扶餘} 1300-200 | (遼東移入) 高台山 1700-1000 魏營子 {孤竹?} 1500-1000                                      | 新樂上層 2000-1000 高台山 1700-1000 雙砣子一 2100-1900 雙砣子二 (源自岳石) 1900-1400 雙砣子三 1400-1050 | 張家園 上層 (圍坊三) ?-? {孤竹?}                                        | 西岔 {匈奴?、 白羊?} ?-?               | 李家崖 {鬼方?、 葷粥?、 犬戎?} 1300-800 | 綏德-石樓 ?-? 光社 {基方?、 {土方?、 鬼方?、 𢀛方?} ?-? | (西伯利亚 、中亚移入) 安德罗诺沃 1900-1000                      | (西伯利亚 、中亚移入) 安德罗诺沃 1400-1000 尼雅北部 1500-1000        | 南灣 1500-800 亂雜崗子- 半截溝 1400-1000 石河子 水泥廠 1400-1000 焉不拉克 1300-500 | 騸馬城 ?-? 兔葫芦组 ?-? 董家台 ?-?  | 辛店 {羌戎?、 西戎?} 辛店 山家頭 1400 辛店 姬家川 1400-1100 辛店 張家嘴類 1100-800 卡約 {羌戎?} 900-600 | 寺窪 {西戎?、 申戎?、 义渠?、 烏氏?、 朐衍?} 1000-750 | 劉家 {姜戎?} 1500-1300 郑家坡 {先周?} 1300-1100                | 光社 {土方?、 鬼方?} ?-?                                                               | 二里崗 老牛坡 {崇國?} 1500-1100       | 鄭州商城白家莊期{早中商}、 小雙橋 {中商}、 邢墟{中商} | 鄭州商城白家莊期{早中商}、 小雙橋 {中商}、 邢墟{中商}                           | 鄭州商城白家莊期{早中商}、 小雙橋 {中商}、 邢墟{中商}                                                  | {人方?、 徐夷、 姺國、 豕韦、 諸稽}                                                                    | 費家河 {虎方?} ?-?、 坐果山 {百濮?} 1500-600                                                           | 丘灣 (人方?、 徐夷?、 彭国?、 薛国?、 邳国} ?-?                                                        | 二里崗 大辛莊 {早中商} 1500-1300、 劉台子 {逄國?} ?-?                                                  | 膠東 {萊夷?、 嵎夷?} ?-?                                                                               | 圓山 2500-1100 芝山岩 1600-1000                                       | 周玉梁桥 {荊國?} ?-?                                  | 路家河 (香爐石) {巴國?} 1400-850          | 二里崗 盤龍城 {早商} 1500-1300 | {象雄、 西羌、 先零、 燒當、 髮羌、 氐}      | 古庸方城 {庸國}、 {百濮?}                               | 湖熟、佘城 {吳越族?、 塗山氏?、 防風氏(汪芒氏)?} 1500-1000 | 湖熟、佘城 {吳越族?、 塗山氏?、 防風氏(汪芒氏)?} 1500-1000 | 湖熟、佘城 {吳越族?、 塗山氏?、 防風氏(汪芒氏)?} 1500-1000                                                           | {淮夷?} 唐咀{巢国?}、 花城{群舒?}、 黃城{黃國}、 台家寺{淮夷?}、 {英國?、六國?} | {淮夷?} 唐咀{巢国?}、 花城{群舒?}、 黃城{黃國}、 台家寺{淮夷?}、 {英國?、六國?} | 吳城 {虎方?} 1700-1000          | {百越、 古南越}                                                                   | {百越、 古南越}                 | {百越、 古南越}            | {百越、 古南越}                                   | 浮濱 1400-800 {百越?、 古閩?、 七閩?}                               | 營埔 1350-50 大湖 1350-50                                           |                                          | 萬年 1500-1000            | 三星堆 {蜀國魚鳧?} 1700-1200       | 黃瓜山 2350-1550 {百越?、 古閩?、 七閩?} | 肩頭弄 2000-800 {百越?、 古閩?、 七閩?} |
|                 | 商                | 卡拉蘇克 1500-800 三道海子 (烏尤克) 1300-600           | 奧庫涅夫 2000? 格拉兹科沃 1800-1300 卡拉蘇克 1500-800                          | (可能源自 卡拉蘇克) 石板墓 {匈奴?} 1600-300鹿石 {匈奴?} 1400-700 |                                                            | 马城子 (庙后山) {濊貊?、 扶餘?、 高夷?} 1800-1100 | 白金宝 {肃慎?、 挹婁?} 1400-900 西團山 {濊貊?、 扶餘} 1300-200 | (遼東移入) 高台山 1700-1000 魏營子 {孤竹?} 1500-1000                                      | 新樂上層 2000-1000 高台山 1700-1000 雙砣子一 2100-1900 雙砣子二 (源自岳石) 1900-1400 雙砣子三 1400-1050 | 張家園 上層 (圍坊三) ?-? {孤竹?}                                        | 西岔 {匈奴?、 白羊?} ?-?               | 李家崖 {鬼方?、 葷粥?、 犬戎?} 1300-800 | 綏德-石樓 ?-? 光社 {基方?、 {土方?、 鬼方?、 𢀛方?} ?-? | (西伯利亚 、中亚移入) 安德罗诺沃 1900-1000                      | (西伯利亚 、中亚移入) 安德罗诺沃 1400-1000 尼雅北部 1500-1000        | 南灣 1500-800 亂雜崗子- 半截溝 1400-1000 石河子 水泥廠 1400-1000 焉不拉克 1300-500 | 騸馬城 ?-? 兔葫芦组 ?-? 董家台 ?-?  | 辛店 {羌戎?、 西戎?} 辛店 山家頭 1400 辛店 姬家川 1400-1100 辛店 張家嘴類 1100-800 卡約 {羌戎?} 900-600 | 寺窪 {西戎?、 申戎?、 义渠?、 烏氏?、 朐衍?} 1000-750 | 周原 {先周} 1100-800                                           | 箕城 {箕方}、 {唐方}                                                                   | 二里崗 老牛坡 {崇國?} 1500-1100       | 洹北商城{中晚商}、 殷墟{晚商} 1300-1000               | 洹北商城{中晚商}、 殷墟{晚商} 1300-1000                                         | 台西 {晚商}                                                                                            | {人方?、 徐夷、 姺國、 豕韦、 諸稽}                                                                    | 費家河 {虎方?} ?-?、 坐果山 {百濮?} 1500-600                                                           | 丘灣 (人方?、 徐夷?、 彭国?、 薛国?、 邳国} ?-?                                                        | 陳莊 {蒲姑}、 纪王崮 {奄國} 1300-1000                                                                  | 珍珠門 會泉莊 {萊夷?}、 珍珠門 {嵎夷?}、 歸城 {萊國}、 莒縣 {莒國}                                     | 圓山 2500-1100 芝山岩 1600-1000                                       | 周玉梁桥 {荊國?} ?-?                                  | 路家河 (香爐石) {巴國?} 1400-850          | 安居 {鄂國} ?-?                | {象雄、 西羌、 先零、 燒當、 髮羌、 氐}      | 古庸方城 {庸國}、 {百濮?}                               | 湖熟、佘城 {吳越族?、 塗山氏?、 防風氏(汪芒氏)?} 1500-1000 | 湖熟、佘城 {吳越族?、 塗山氏?、 防風氏(汪芒氏)?} 1500-1000 | 湖熟、佘城 {吳越族?、 塗山氏?、 防風氏(汪芒氏)?} 1500-1000                                                           | {淮夷?} 唐咀{巢国?}、 花城{群舒?}、 黃城{黃國}、 台家寺{淮夷?}、 {英國?、六國?} | {淮夷?} 唐咀{巢国?}、 花城{群舒?}、 黃城{黃國}、 台家寺{淮夷?}、 {英國?、六國?} | 吳城 {虎方?} 1700-1000          | {百越、 古南越}                                                                   | {百越、 古南越}                 | {百越、 古南越}            | {百越、 古南越}                                   | 浮濱 1400-800 {百越?、 古閩?、 七閩?}                               | 營埔 1350-50 大湖 1350-50                                           | 黃土崙 1350-1050 {百越?、 古閩?、 七閩?} | 萬年 1500-1000            | 三星堆 {蜀國魚鳧?} 1700-1200       |                                          | 肩頭弄 2000-800 {百越?、 古閩?、 七閩?} |
| 1000            | 西周              | 卡拉蘇克 1500-800 三道海子 (烏尤克) 1300-600           | 奧庫涅夫 2000? 格拉兹科沃 1800-1300 卡拉蘇克 1500-800                          | (可能源自 卡拉蘇克) 石板墓 {匈奴?} 1600-300鹿石 {匈奴?} 1400-700 |                                                            | 马城子 (庙后山) {濊貊?、 扶餘?、 高夷?} 1800-1100 | 白金宝 {肃慎?、 挹婁?} 1400-900 西團山 {濊貊?、 扶餘} 1300-200 | 雙房 {东胡?、 箕國?、 嵎夷?} ?-? 、{燕國}                                                 | 夏家店上層 龍頭山、南山根 山戎(無終)?、 令支?、屠何?} ?-?                                               | 蔡家墳 {孤竹?}、 琉璃河 {燕国} 1000-771                                 | 西岔 {匈奴?、 白羊?} ?-?               | 李家崖 {鬼方?、 葷粥?、 犬戎?} 1300-800 | {北狄、 白狄、 赤狄、 厹由、 鮮虞}                      | 索墩布拉克 (伊犁河流域) {烏孫?、 塞迦?} 1000- 0                 | 流水 {于阗?} 1000-0 察吾呼 {焉耆?} 1000-400 紮滾魯克 {且末?} 800-100 | 蘇貝希 {楼兰?} 1000-200 石人子溝 {月支?、 匈奴?} 800-200 交河故城 {車師前} 100-0   | 騸馬城 ?-? 兔葫芦组 ?-? 董家台 ?-?  | 辛店 {羌戎?、 西戎?} 辛店 山家頭 1400 辛店 姬家川 1400-1100 辛店 張家嘴類 1100-800 卡約 {羌戎?} 900-600 | 寺窪 {西戎?、 申戎?、 义渠?、 烏氏?、 朐衍?} 1000-750 | 丰镐{西周}、 張家坡{西周} 1000-771                             | 丰镐{西周}、 張家坡{西周} 1000-771                                                     | 侯馬 {晋国}、 李家窯 {虢國}、 {虞国}  | 成周城 {西周} 1000-771                                | 上蔡 {蔡國}、 平粮台 {陈国}                                                     | 南小汪 {邢國}、 朝歌 {卫国}                                                                            | 商丘 {宋国}、 陶丘 {曹國}                                                                              | 梁王城 {徐国}、 薛城 {薛国}                                                                            | 臨淄 {齐国}、 曲阜 {鲁国} 1000-771                                                                     | {大禾?}、 羅子國 {罗国}、 {倉吾?}、 {蠻羋?} ?-?                                                        | 珍珠門 會泉莊 {萊夷?}、 珍珠門 {嵎夷?}、 歸城 {萊國}、 莒縣 {莒國}                                     | 圓山 2500-1100 芝山岩 1600-1000                                       | 棗樹林 {西周隨國}、 周玉梁桥 {楚国}、 楚皇城 {楚國}   | 路家河 (香爐石) {巴國?} 1400-850          | 安居 {鄂國} ?-?                | {象雄、 西羌、 先零、 燒當、 髮羌、 氐}      | 古庸方城 {庸国}、 遼瓦店子 {楚国}、 {苴國}              | 十二橋 {蜀國杜宇?} 1200-900                                | {東甌、 越國}                                              | {吴国、 越國} | {淮夷?} 唐咀{巢国?}、 花城{群舒?}、 黃城{黃國}、 台家寺{淮夷?}、 {英國?、六國?} | {淮夷?} 唐咀{巢国?}、 花城{群舒?}、 黃城{黃國}、 台家寺{淮夷?}、 {英國?、六國?} | {宜國、 邗国}                   | {揚越}                                                                            | {干越}                          | {古南越}                   | {古南越}                                          | {古南越}                                                            | {古南越}                                                            | 黃土崙 1350-1050 {百越?、 古閩?、 七閩?} |                           |                                    |                                          | 肩頭弄 2000-800 {百越?、 古閩?、 七閩?} |
| 鐵器時代 冷期   | 西周              | 塔加爾 800-100 巴澤雷克 500-300 塔施提克 {堅昆?} 500-0 |                                                                                | (可能源自 卡拉蘇克) 石板墓 {匈奴?} 1600-300鹿石 {匈奴?} 1400-700 | {肃慎、濊貊、 高夷、扶餘                                   | {肃慎、濊貊、 高夷、扶餘                          | 漢書二期 {濊貊?、 扶餘?}、 白民?} 900-200                      | 雙房 {东胡?、 箕國?、 嵎夷?} ?-? 、{燕國}                                                 | 夏家店上層 龍頭山、南山根 山戎(無終)?、 令支?、屠何?} ?-?                                               | 蔡家墳 {孤竹?}、 琉璃河 {燕国} 1000-771                                 | 西岔 {匈奴?、 白羊?} ?-?               | 李家崖 {鬼方?、 葷粥?、 犬戎?} 1300-800 | {北狄、 白狄、 赤狄、 厹由、 鮮虞}                      | 索墩布拉克 (伊犁河流域) {烏孫?、 塞迦?} 1000- 0                 | 流水 {于阗?} 1000-0 察吾呼 {焉耆?} 1000-400 紮滾魯克 {且末?} 800-100 | 蘇貝希 {楼兰?} 1000-200 石人子溝 {月支?、 匈奴?} 800-200 交河故城 {車師前} 100-0   | 沙井 {月氏?} 800-400                | 辛店 {羌戎?、 西戎?} 辛店 山家頭 1400 辛店 姬家川 1400-1100 辛店 張家嘴類 1100-800 卡約 {羌戎?} 900-600 | 寺窪 {西戎?、 申戎?、 义渠?、 烏氏?、 朐衍?} 1000-750 | 丰镐{西周}、 張家坡{西周} 1000-771                             | 丰镐{西周}、 張家坡{西周} 1000-771                                                     | 侯馬 {晋国}、 李家窯 {虢國}、 {虞国}  | 成周城 {西周} 1000-771                                | 上蔡 {蔡國}、 平粮台 {陈国}                                                     | 南小汪 {邢國}、 朝歌 {卫国}                                                                            | 商丘 {宋国}、 陶丘 {曹國}                                                                              | 梁王城 {徐国}、 薛城 {薛国}                                                                            | 臨淄 {齐国}、 曲阜 {鲁国} 1000-771                                                                     | {大禾?}、 羅子國 {罗国}、 {倉吾?}、 {蠻羋?} ?-?                                                        | 珍珠門 會泉莊 {萊夷?}、 珍珠門 {嵎夷?}、 歸城 {萊國}、 莒縣 {莒國}                                     | {夜郎、且蘭、 滇國、昆明、 劳浸、靡莫、 邛都、筰都、 巂、漏卧、 鉤町} | 棗樹林 {西周隨國}、 周玉梁桥 {楚国}、 楚皇城 {楚國}   | 路家河 (香爐石) {巴國?} 1400-850          | 安居 {鄂國} ?-?                | {象雄、 西羌、 先零、 燒當、 髮羌、 氐}      | 古庸方城 {庸国}、 遼瓦店子 {楚国}、 {苴國}              | 十二橋 {蜀國杜宇?} 1200-900                                | {東甌、 越國}                                              | {吴国、 越國} | {淮夷?} 唐咀{巢国?}、 花城{群舒?}、 黃城{黃國}、 台家寺{淮夷?}、 {英國?、六國?} | {淮夷?} 唐咀{巢国?}、 花城{群舒?}、 黃城{黃國}、 台家寺{淮夷?}、 {英國?、六國?} | {宜國、 邗国}                   | {揚越}                                                                            | {干越}                          | {古南越}                   | {古南越}                                          | {古南越}                                                            | {古南越}                                                            | {七閩}                                   | 十三行 1000-0             |                                    |                                          | 肩頭弄 2000-800 {百越?、 古閩?、 七閩?} |
|                 | 東周 春秋         | 塔加爾 800-100 巴澤雷克 500-300 塔施提克 {堅昆?} 500-0 |                                                                                | (可能源自 卡拉蘇克) 石板墓 {匈奴?} 1600-300鹿石 {匈奴?} 1400-700 | {肃慎、濊貊、 高夷、扶餘                                   | {肃慎、濊貊、 高夷、扶餘                          | 漢書二期 {濊貊?、 扶餘?}、 白民?} 900-200                      | 雙房 {东胡?、 箕國?、 嵎夷?} ?-? 、{燕國}                                                 | 夏家店上層 龍頭山、南山根 山戎(無終)?、 令支?、屠何?} ?-?                                               | <東周春秋>                                                              | {义渠、樓煩、 林胡、白羊、匈奴}        | {义渠、樓煩、 林胡、白羊、匈奴}         | <東周春秋>                                              | 索墩布拉克 (伊犁河流域) {烏孫?、 塞迦?} 1000- 0                 | 流水 {于阗?} 1000-0 察吾呼 {焉耆?} 1000-400 紮滾魯克 {且末?} 800-100 | 蘇貝希 {楼兰?} 1000-200 石人子溝 {月支?、 匈奴?} 800-200 交河故城 {車師前} 100-0   | 沙井 {月氏?} 800-400                | 辛店 {羌戎?、 西戎?} 辛店 山家頭 1400 辛店 姬家川 1400-1100 辛店 張家嘴類 1100-800 卡約 {羌戎?} 900-600 | 寺窪 {西戎?、 申戎?、 义渠?、 烏氏?、 朐衍?} 1000-750 | <東周春秋> 770-403                                             | <東周春秋> 770-403                                                                     | <東周春秋> 770-403                    | <東周春秋> 770-403                                    | <東周春秋> 770-403                                                              | <東周春秋> 770-403                                                                                     | <東周春秋> 770-403                                                                                     | <東周春秋> 770-403                                                                                     | <東周春秋> 770-403                                                                                     | <東周春秋> 770-403                                                                                     | <東周春秋> 770-403                                                                                     | <東周春秋> 770-403                                                    | {巴国、 夔羋}                                         | 新一村 {蜀國開明?} 900-500                | <東周春秋> 770-403             | <東周春秋> 770-403                           | <東周春秋> 770-403                                      | <東周春秋> 770-403                                         | <東周春秋> 770-403                                         | <東周春秋> 770-403                                                                                                   | <東周春秋> 770-403                                                              | {西甌、 雒越}                                                                   | {西甌、 {蒼梧}                  | {陽禺}                                                                            | {驩兜、 縛婁}                   | {東甌、 閩越}              | {閩越}                                            | {閩越}                                                              |                                                                     |                                          | 十三行 1000-0             |                                    |                                          |                                         |
| 500             | 東周 春秋         | 塔加爾 800-100 巴澤雷克 500-300 塔施提克 {堅昆?} 500-0 |                                                                                | (可能源自 卡拉蘇克) 石板墓 {匈奴?} 1600-300鹿石 {匈奴?} 1400-700 | {肃慎、濊貊、 高夷、扶餘                                   | {肃慎、濊貊、 高夷、扶餘                          | 漢書二期 {濊貊?、 扶餘?}、 白民?} 900-200                      | 雙房 {东胡?、 箕國?、 嵎夷?} ?-? 、{燕國}                                                 | 夏家店上層 龍頭山、南山根 山戎(無終)?、 令支?、屠何?} ?-?                                               | <東周春秋>                                                              | {义渠、樓煩、 林胡、白羊、匈奴}        | {义渠、樓煩、 林胡、白羊、匈奴}         | <東周春秋>                                              | 索墩布拉克 (伊犁河流域) {烏孫?、 塞迦?} 1000- 0                 | 流水 {于阗?} 1000-0 察吾呼 {焉耆?} 1000-400 紮滾魯克 {且末?} 800-100 | 蘇貝希 {楼兰?} 1000-200 石人子溝 {月支?、 匈奴?} 800-200 交河故城 {車師前} 100-0   | 沙井 {月氏?} 800-400                | <東周春秋>                                                                                              | <東周春秋>                                            | <東周春秋> 770-403                                             | <東周春秋> 770-403                                                                     | <東周春秋> 770-403                    | <東周春秋> 770-403                                    | <東周春秋> 770-403                                                              | <東周春秋> 770-403                                                                                     | <東周春秋> 770-403                                                                                     | <東周春秋> 770-403                                                                                     | <東周春秋> 770-403                                                                                     | <東周春秋> 770-403                                                                                     | <東周春秋> 770-403                                                                                     | <東周春秋> 770-403                                                    | {巴国、 夔羋}                                         | 新一村 {蜀國開明?} 900-500                | <東周春秋> 770-403             | <東周春秋> 770-403                           | <東周春秋> 770-403                                      | <東周春秋> 770-403                                         | <東周春秋> 770-403                                         | <東周春秋> 770-403                                                                                                   | <東周春秋> 770-403                                                              | {西甌、 雒越}                                                                   | {西甌、 {蒼梧}                  | {陽禺}                                                                            | {驩兜、 縛婁}                   | {東甌、 閩越}              | {閩越}                                            | {閩越}                                                              |                                                                     |                                          | 十三行 1000-0             |                                    |                                          |                                         |
|                 | 東周 戰國         | 塔加爾 800-100 巴澤雷克 500-300 塔施提克 {堅昆?} 500-0 |                                                                                | (可能源自 卡拉蘇克) 石板墓 {匈奴?} 1600-300鹿石 {匈奴?} 1400-700 | {肃慎、濊貊、 高夷、扶餘                                   | {肃慎、濊貊、 高夷、扶餘                          | 漢書二期 {濊貊?、 扶餘?}、 白民?} 900-200                      | 雙房 {东胡?、 箕國?、 嵎夷?} ?-? 、{燕國}                                                 | 水泉{山戎?}、 凌河{东胡?}、{燕}                                                                         | <東周戰國>                                                              | {义渠、樓煩、 林胡、白羊、匈奴}        | {义渠、樓煩、 林胡、白羊、匈奴}         | <東周戰國>                                              | 索墩布拉克 (伊犁河流域) {烏孫?、 塞迦?} 1000- 0                 | 流水 {于阗?} 1000-0 察吾呼 {焉耆?} 1000-400 紮滾魯克 {且末?} 800-100 | 蘇貝希 {楼兰?} 1000-200 石人子溝 {月支?、 匈奴?} 800-200 交河故城 {車師前} 100-0   | 沙井 {月氏?} 800-400                | <東周戰國>                                                                                              | <東周戰國>                                            | <東周戰國> 402-221                                             | <東周戰國> 402-221                                                                     | <東周戰國> 402-221                    | <東周戰國> 402-221                                    | <東周戰國> 402-221                                                              | <東周戰國> 402-221                                                                                     | <東周戰國> 402-221                                                                                     | <東周戰國> 402-221                                                                                     | <東周戰國> 402-221                                                                                     | <東周戰國> 402-221                                                                                     | <東周戰國> 402-221                                                                                     | <東周戰國> 402-221                                                    | <東周戰國> 402-221                                    | <東周戰國> 402-221                        | <東周戰國> 402-221             | <東周戰國> 402-221                           | <東周戰國> 402-221                                      | <東周戰國> 402-221                                         | <東周戰國> 402-221                                         | <東周戰國> 402-221                                                                                                   | <東周戰國> 402-221                                                              | <東周戰國> 402-221                                                              | <東周戰國> 402-221              | {陽禺}                                                                            | {驩兜、 縛婁}                   | {東甌、 閩越}              | {閩越}                                            | {閩越}                                                              |                                                                     |                                          | 十三行 1000-0             |                                    |                                          |                                         |
|                 | 秦                | 塔加爾 800-100 巴澤雷克 500-300 塔施提克 {堅昆?} 500-0 |                                                                                | (可能源自 卡拉蘇克) 石板墓 {匈奴?} 1600-300鹿石 {匈奴?} 1400-700 | {肃慎、濊貊、 高夷、扶餘                                   | {肃慎、濊貊、 高夷、扶餘                          | 漢書二期 {濊貊?、 扶餘?}、 白民?} 900-200                      | {秦、东胡}                                                                                | {秦、东胡}                                                                                              | <秦> <西楚>                                                             | {秦、白羊、匈奴}                       | {秦、白羊、匈奴}                        | <秦> <西楚>                                             | 索墩布拉克 (伊犁河流域) {烏孫?、 塞迦?} 1000- 0                 | 流水 {于阗?} 1000-0 察吾呼 {焉耆?} 1000-400 紮滾魯克 {且末?} 800-100 | 蘇貝希 {楼兰?} 1000-200 石人子溝 {月支?、 匈奴?} 800-200 交河故城 {車師前} 100-0   | 沙井 {月氏?} 800-400                | <秦> <西楚>                                                                                             | <秦> <西楚>                                           | <秦> 220-207 <西楚> 207-202                                    | <秦> 220-207 <西楚> 207-202                                                            | <秦> 220-207 <西楚> 207-202           | <秦> 220-207 <西楚> 207-202                           | <秦> 220-207 <西楚> 207-202                                                     | <秦> 220-207 <西楚> 207-202                                                                            | <秦> 220-207 <西楚> 207-202                                                                            | <秦> 220-207 <西楚> 207-202                                                                            | <秦> 220-207 <西楚> 207-202                                                                            | <秦> 220-207 <西楚> 207-202                                                                            | <秦> 220-207 <西楚> 207-202                                                                            | <秦> 220-207 <西楚> 207-202                                           | <秦> 220-207 <西楚> 207-202                           | <秦> 220-207 <西楚> 207-202               | <秦> 220-207 <西楚> 207-202    | <秦> 220-207 <西楚> 207-202                  | <秦> 220-207 <西楚> 207-202                             | <秦> 220-207 <西楚> 207-202                                | <秦> 220-207 <西楚> 207-202                                | <秦> 220-207 <西楚> 207-202                                                                                          | <秦> 220-207 <西楚> 207-202                                                     | <秦> 220-207 <西楚> 207-202                                                     | <秦> 220-207 <西楚> 207-202     | <秦> <西楚>                                                                       | <秦> <西楚>                     | <秦> <西楚>                | <秦> <西楚>                                       | <秦> <西楚>                                                         | <秦> <西楚>                                                         | <秦> <西楚>                              | 十三行 1000-0             |                                    |                                          |                                         |
|                 | 西漢              | {匈奴、堅昆、丁零、 渾窳、屈射、新䔣}                  | {匈奴、堅昆、丁零、 渾窳、屈射、新䔣}                                          | {匈奴}                                                           | {肃慎、濊貊、高夷、扶餘、沃沮}                             | {肃慎、濊貊、高夷、扶餘、沃沮}                    | {肃慎、濊貊、高夷、扶餘、沃沮}                                 | {匈奴、鲜卑、乌桓}                                                                        | {匈奴、鲜卑、乌桓}                                                                                      | <西漢>                                                                  | {匈奴}                                 | {匈奴}                                  | <西漢>                                                  | {匈奴、月氏、烏孫、呼揭、西域三十六国}                          | {匈奴、月氏、烏孫、呼揭、西域三十六国}                               | {匈奴、月氏、烏孫、呼揭、西域三十六国}                                             | {匈奴、西羌、小月氏}                | {匈奴、西羌、小月氏}                                                                                    | {匈奴、西羌、小月氏}                                  | <西漢> 202-AD 8                                                | <西漢> 202-AD 8                                                                        | <西漢> 202-AD 8                       | <西漢> 202-AD 8                                       | <西漢> 202-AD 8                                                                 | <西漢> 202-AD 8                                                                                        | <西漢> 202-AD 8                                                                                        | <西漢> 202-AD 8                                                                                        | <西漢> 202-AD 8                                                                                        | <西漢> 202-AD 8                                                                                        | <西漢> 202-AD 8                                                                                        | <西漢> 202-AD 8                                                       | <西漢> 202-AD 8                                       | <西漢> 202-AD 8                           | <西漢> 202-AD 8                | <西漢> 202-AD 8                              | <西漢> 202-AD 8                                         | <西漢> 202-AD 8                                            | <西漢> 202-AD 8                                            | <西漢> 202-AD 8 | <西漢> 202-AD 8                                                                 | <西漢> 202-AD 8                                                                 | <西漢> 202-AD 8                 | {南越國}                                                                          | {南越國}                        | {南越國}                   | {南越國}                                          | {甌、閩}                                                            | {閩越}                                                              | {閩越}                                   | 十三行 1000-0             |                                    |                                          |                                         |
| 0               | 西漢              | {匈奴、堅昆、丁零、 渾窳、屈射、新䔣}                  | {匈奴、堅昆、丁零、 渾窳、屈射、新䔣}                                          | {匈奴}                                                           | {肃慎、濊貊、高夷、扶餘、沃沮}                             | {肃慎、濊貊、高夷、扶餘、沃沮}                    | {肃慎、濊貊、高夷、扶餘、沃沮}                                 | {西漢、匈奴、鲜卑、乌桓}                                                                  | {西漢、匈奴、鲜卑、乌桓}                                                                                | <西漢>                                                                  | {西漢、匈奴}                           | {西漢、匈奴}                            | <西漢>                                                  | {西漢、月氏、烏孫、呼揭、西域三十六国}                          | {西漢、月氏、烏孫、呼揭、西域三十六国}                               | {西漢、月氏、烏孫、呼揭、西域三十六国}                                             | {西漢、西羌、小月氏}                | {西漢、西羌、小月氏}                                                                                    | {西漢、西羌、小月氏}                                  | <西漢> 202-AD 8                                                | <西漢> 202-AD 8                                                                        | <西漢> 202-AD 8                       | <西漢> 202-AD 8                                       | <西漢> 202-AD 8                                                                 | <西漢> 202-AD 8                                                                                        | <西漢> 202-AD 8                                                                                        | <西漢> 202-AD 8                                                                                        | <西漢> 202-AD 8                                                                                        | <西漢> 202-AD 8                                                                                        | <西漢> 202-AD 8                                                                                        | <西漢> 202-AD 8                                                       | <西漢> 202-AD 8                                       | <西漢> 202-AD 8                           | <西漢> 202-AD 8                | <西漢> 202-AD 8                              | <西漢> 202-AD 8                                         | <西漢> 202-AD 8                                            | <西漢> 202-AD 8                                            | <西漢> 202-AD 8 | <西漢> 202-AD 8                                                                 | <西漢> 202-AD 8                                                                 | <西漢> 202-AD 8                 | <西漢>                                                                            | <西漢>                          | <西漢>                     | <西漢>                                            | <西漢>                                                              | <西漢>                                                              | <西漢>                                   | <西漢>                    |                                    |                                          |                                         |